# محمد بهمن‌بیگی
محمّد بهمن‌بیگی (۲۶ بهمن ۱۲۹۸ – ۱۱ اردیبهشت ۱۳۸۹) نویسندهٔ ایرانی از ایل قشقایی بود. او بنیان‌گذار آموزش و پرورش عشایری در ایران بود.
او در ایل قشقایی در منطقه‌ای میان شهرهای خنج و قیروکارزین در استان فارس زاده شد. پس از پایان دورهٔ کارشناسی حقوق در دانشگاه تهران، با مشاهدهٔ دست اول وضعیت عشایر و بهره جستن از فرصت حضور اصل چهار ترومن در ایران و با کمک و پشتیبانی دولت وقت، در زمینهٔ برپایی مدرسه‌های سیّار برای بچه‌های ایل آغاز به فعالیت کرد. او توانست دخترهای عشایر را نیز به مدارس سیّار جلب کند و نخستین مرکز تربیتِ معلمِ عشایری را بنیان نهد. او تجربه‌های آموزشیِ خود را در چند کتاب در قالب داستان نوشته‌است.

## زندگی
در ایل قشقایی در تیرهٔ بهمن‌بیگلو از طایفهٔ عملهٔ به هنگام کوچ متولد گردید. هشت ساله که شد، به گفته خود وی، پدرش محمود خان که از کدخدایان محلی بود، و یک تیره کوچک را سرپرستی می‌کرد، یک منشی استخدام کرد و به خانه آورد که هم به محمد درس بدهد و هم برای او نامه بنویسد. محمد دو سال نزد آن منشی درس خواند. ده ساله بود که والدینش به تهران تبعید شدند؛ بنابراین، محمد به تهران آمد و در مدرسهٔ علمیهٔ ولی‌آباد مشغول تحصیل شد. بهمن‌بیگی وضعیت خود را این‌گونه توصیف می‌کند: «تنها فرد خانواده که خوشحال و شادمان بود من بودم وبس… شب و روز درس می‌خواندم دو کلاس یکی می‌کردم… من اولین کودک قشقایی بودم که در کلاس‌های ابتدایی شاگرد اول شدم… دوران تبعید بسیار سخت گذشت و بیش از یازده سال طول کشید. چیزی نمانده بود که در کوچه‌ها راه بیفتیم و گدایی کنیم. مأموران شهربانی مواظب بودند که گدایی هم نکنیم… روزگارمان در تهران به سختی می‌گذشت.
دستمان از دار و ندارمان کوتاه بود. در طول اقامت یازده ساله خود در پایتخت هیچ‌گاه نتوانستیم خانه‌ای مستقل و دربست اجاره کنیم. چند خانوار پرجمعیت ایلی بودیم و در کنار چندین خانواده کم‌بضاعت شهری به سر می‌بردیم. رنج کوچک من از فقر بود. رنج بزرگم از استتار فقر بود.» بعد از چهار سال اقامت در تهران، به شیراز برگشت و سپس دیپلم دبیرستان را از مدرسه ادبی سلطانی در شیراز دریافت کرد. پس از پایان دورهٔ دبیرستان به دانشکدهٔ حقوق دانشگاه تهران وارد شد و دورهٔ کارشناسی حقوق را در سال ۱۳۲۱ به پایان رساند. محمد بهمن‌بیگی در زمستان سال ۱۳۲۰ با گوهر گرگین پور ازدواج کرد که حاصل این ازدواج، سه دختر بود.

#### تحصیلات
محمد بهمن‌بیگی تحصیلات مقدماتی را به روش سنتی در ایل خود آغاز می‌کند و پس از تبعید به تهران دوره ابتدایی را در مدرسه علمیه شروع می‌کند. او همواره به عنوان شاگرد ممتاز تشویق می‌شود. بهمن‌بیگی کلاس دهم دبیرستان را در رشته ریاضی-علمی در تهران به پایان می‌رساند و کلاس یازدهم را ناچار می‌شود در شیراز ادامه دهد. پس از شروع سال تحصیلی، به دلیل این‌که پدرش جزو تبعیدی‌ها بود، به او سوءظن می‌برند و بالاخره موفق می‌شود در دبیرستان دیگری در رشته ادبی ادامه تحصیل بدهد. در این‌جا او با مهدی حمیدی، معلم انشا آشنا می‌شود و از جانب ایشان تشویق می‌شود که مطالعه کند و به نویسندگی بپردازد. بهمن‌بیگی سال بعد، بار دیگر برای ادامه تحصیل روانه تهران می‌شود. در سال ۱۳۱۸، پس از اتمام دبیرستان (دارالفنون)، وارد دانشکده حقوق دانشگاه تهران می‌شود و در سال اول دانشکده، بر دیوان «اشک معشوق» مهدی حمیدی مقدمه‌ای شورانگیز می‌نگارد. در سال ۱۳۲۱ از دانشکده حقوق فارغ‌التحصیل می‌گردد.

#### سفر شولتس و مایر (مأموران مخفی آلمان) از تهران به فارس برای مذاکره با ایل
در بهار ۱۹۴۲ (۱۳۲۱شمسی) بهمن‌بیگی، جاسوس آلمانی به نام شولتس را از تهران به منطقه فارس منتقل کرد. در آن روزها تهران تحت سلطه انگلیسی‌ها قرار داشت و منطقه فارس تحت حمایت قشقایی‌ها و دور از دسترس انگلیسی‌ها بود. ملک منصور صولت قشقایی این اقدام را بدون هماهنگی با ناصر خان قشقایی (ایلخانی وقت) می‌داند و می‌نویسد: «او (محمد بهمن‌بیگی) در زمان جنگ، هوادار آلمان شد. همو بود که همراه با شخصی به نام حبیب‌اله نوبخت، بدون هماهنگی و اطلاعِ ناصر خان، ماژور شولتز (شولتس) آلمانی را از تهران برداشته و به فارس نزد ناصرخان برد که ناصر خان از کار او خیلی ناراحت شده بود». البته روایت ملک منصور خان احتمالاً جانبدارانه است زیرا نتیجه آموزش عشایر توسط بهمن‌بیگی، کاهش نفوذ خوانین و تضعیف سلسله مراتب ایلی بود. بهمن‌بیگی به مدت دو سال در ایل ماند و به عنوان منشی و مترجم خوانین قشقایی فعالیت داشت و این ثابت می‌کند که ناراحتی ناصر خان از بهمن‌بیگی اگر نه خیالی بلکه دستکم ناچیز بوده‌است. او در کتاب خود اگر قره‌قاج نبود برخلاف گفته ملک منصور، خان را مشعوف از کار خود توصیف می‌کند تا جایی که اسب زیبای دره شوری، هدیه ایلخان به او می‌شود. پس از این مدت، نهایتاً انگلیسی‌ها دو تن از برادران ناصر خان قشقایی (ملک منصور و محمدحسین صولت قشقایی) را به گروگان گرفتند و ایلخان قشقایی را مجبور کردند در مقابل آزادی برادرانش، جاسوسان آلمانی را در اختیار انگلیسی‌ها قرار دهد. در آن مقطع تاریخی آلمان به عنوان قدرتی که در برابر روس و انگلیس ایستاده‌است در میان ملی‌گرایان و وطن‌پرستان ایران بسیار محبوب بود.

#### بازگشت نه بابا به تهران پس از جنگ جهانی دوم
پس از حضور در ایل در سال ۱۳۲۱ به عنوان دستیار ناصر خان قشقایی منصوب شد و به دلیل استعداد ذاتی و آشنایی با زبان‌های فرانسه، آلمانی و انگلیسی، باعث پیشرفت ایلخان در مواجهه با خارجی‌ها و مذاکره با آن‌ها شد. ایل قشقایی که همواره با انگلیسی‌ها در جدال بود در جنگ جهانی دوم با آلمان همکاری داشت و بهمن‌بیگی تنها مترجم در دستگاه ایلخانی بود. پس از جنگ جهانی دوم، عده‌ای او شماتت را کردند که جای او در ایل نیست و با تحصیلاتی که دارد بهتر است به تهران برگردد و کارمند شود.

#### اشتغال در بانک ملی و بازگشت به ایل
«پس از شکست آلمان در جنگ جهانی دوم در سال ۱۹۴۵ (۱۳۲۴ شمسی)، با توصیه‌ای که محمد حسین قشقایی و خسرو خان قشقایی به آقای دفتری و عباسقلی خان نیساری (از مقامات بانکی) نمودند، او در بانک ملی استخدام شد». به نظر می‌رسد بهمن‌بیگی با توجه به تحصیلات و روابطی که داشت نیازی به توصیه برای استخدام در جایی احساس نمی‌کرد. به قول خودش در گوشه اتاقی پر از کارمندان بانک ملی، صندلی و میزی به دست آورد و به حساب جمع و تفریق محاسبات مردم پرداخت. اما پس از دو سال ناگهان میز و ترقی را رها کرد و از رتبه و مرتبه و ترقی و تعالی دست کشید و تهران را پشت سر گذارد.
انگیزه نیرومند درونی و دغدغه باسواد کردن ایل موجب می‌شود که ترک کار کند و به ایل بازگردد و بیش از پنج سال، بی‌آنکه رنگ شهر را ببیند، بر پشت اسب عرض و طول فارس را زیر پا گذارد و مسافت میان ییلاق و قشلاق را -که یکی در نزدیکی اصفهان و دیگری در خطه لارستان بود- بپیماید. «در ایل بودم. از غوغای شهر گریخته به دامن کوه و بیابان آویخته بودم؛ ولی بیش از پنج سال تاب و طاقت اقامت در بهشت را نداشتم. باز هوای سفر به سرم زد و فرار را بر قرار اختیار کردم… زندگی من مجموعه‌ای از فرارها و قرارهاست. من از فرارهایم خشنودترم و بر این باورم که گهگاه فرار بیش از قرار، دلیری و شهامت می‌خواهد. هنگامی که ستم‌ها چنگ و دندان نشان می‌دهند و توان رویارویی نیست، راهی جز این نمی‌ماند.» او پس از شش ماه به ایل بازگشت. در این زمان به مدت ۵ سال در ایل ماند.

#### اصل چهار ترومن، سفر به آمریکا و بازدید از مدارس سرخپوستان
بعد از جنگ جهانی دوم، اوضاع کشور آرام شد و در این زمان دوران شکوفایی سیاسی و اقتدار قشقایی‌ها شکل گرفت؛ بنابراین، رابطه خوانین قشقایی با حکومت و با دولت‌های دیگر افزایش یافت. البته کمونیسم از دل‌نگرانی‌های عمده قشقایی‌ها و مخالفت با آن یکی از سنت‌های سیاسی آنان بود. آنان نهضت جنوب را برای اخراج وزرای توده‌ای از کابینه قوام و آزادی آذربایجان از چنگال فرقه دموکرات راه‌اندازی و هدایت کرده بودند. چندماه بعد از امضای قرارداد «برنامه همکاری‌های فنی برای توسعه روستایی» که اولین توافقنامه بین‌المللی اصل چهار ترومن بود، بهمن‌بیگی به آمریکا رفت. وی در آنجا جهت دیدار از مدارس سرخپوستان، که برای جذب آن‌ها به زندگی آمریکایی و بیگانه کردن آن‌ها از سنت‌ها و سرزمینشان طراحی شده بود، برده شد و پس از مدت بسیار کوتاهی به وطن بازگشت. به گفته هندرشات: «در سال ۱۹۵۱ (۱۳۳۰ شمسی) آقای بهمن‌بیگی از آمریکا دیدار کرد و در آنجا علاقه جدی به فرآیندهای اجتماعی (Social Processes) پیدا کرد. او به‌خصوص تحت تأثیر مدارس عمومی قرار گرفت. سال بعد او با یک مأموریت (Mission) بازگشت». سهیلا شهشهانی در بررسی گزارش‌های هندرشات و سایرین، معتقد است مفهوم عبارت «فرایند اجتماعی» و «مأموریت»، کاملاً شفاف نیست اما آنچه مشخص است آقای بهمن‌بیگی به عنوان مصرف‌کننده (User) کمک‌های اقتصادی آمریکا در این بخش در برنامه اصل چهار بود. از این زمان، او به عنوان یک فرد محلی، برای همکاری و تسهیل کمک‌رسانی آمریکایی‌ها در نظر گرفته شد و در فهرست حقوق‌بگیران اصل چهار قرار گرفت. البته نقل قول هندرشات را سهیلا شهشهانی در مقاله خود ذکر کرده‌است که در ذیل گفتمان پسااستعماری نوشته شده‌است. در این دیدگاه، مدرن شدن و باسواد شدن و یادگیری زبان رسمی به عنوان توطئه ذکر شده و به قول گلستان «نگاهی توریستی» از بهمن‌بیگی ایراد می‌گرفت که می‌خواهد انسجام و فرهنگ ایل را از بین ببرد، گویی در این دیدگاه، ماندن ایل در وضعیت جنگی و حفظ سلسله مراتب ایلی و بی‌سوادی می‌تواند برای ناظر خارجی جذاب باشد. بهمن‌بیگی با این دیدگاه مخالف بود و تلاش خود را در جهت توانمندسازی فرزندان ایل و نجات آن‌ها از فقر و بی‌سوادی به کار گرفت.
بهمن‌بیگی سفر خود به آمریکا را بی‌نتیجه دانسته و همچنین با توجه به علاقه‌ای که به تغییر و تحول ایل و بهبود سطح زندگی و آموزش فرزندان آن داشت بسیار زود به ایران بازگشت. بازدید از مدارس سرخپوستان نیز ناامیدکننده و شکست خورده بود. بهمن‌بیگی متوجه شده بود که برای موفقیت برنامه مورد علاقه‌اش باید روشی جایگزین داشته باشد، روشی که با شرایط زندگی و وضعیت اقتصادی و اجتماعی ایل سازگار باشد. روش بهمن‌بیگی این بود که از هر سازمان و برنامه‌ای چه خارجی و چه داخلی کمک بگیرد تا پروژهٔ خود را که باسواد کردن و تواناسازی فرزندان ایل بود به پیش ببرد. بهمن‌بیگی منتظر مهیا شدن شرایط و امکانات نمی‌ماند. او از هر امکانی که به دست می‌آمد برای پیشبرد برنامهٔ خود استفاده می‌کرد. او در مصاحبه‌ای با امیر فقیری و هادی محیط می‌گوید: «من که اونجا رفتم و در مرکز ایالات متحده آمریکا در شهر واشینگتن دی سی؛ یعنی مرکز مربوط به سرخپوست‌ها، اونجا لازم بود که یه صحبتی بکنم. نتیجه سفرم رو. گمان می‌کنم اونا رو هم پکر کردم دیگه حتماً گفتم من اومدم چیزی یاد بگیرم و معتقدم که شما باید بیایید ایران و از من چیز یاد بگیرید. به هیچ‌وجه موفقیت شما شبیه موفقیت من نیست و خب دیگه هیچ هم بدشون نیومد عین حقیقت هم بود به هیچ وجه موفق نبودن در تدریس سرخپوست‌ها به هیچ وجه.»
طبق اسناد سفارت آمریکا در تهران، محمد بهمن‌بیگی که از اعضای طایفه عمله است برای انجام یک سفر شخصی در سال ۱۹۵۲ به مدت شش ماه در آمریکا اقامت نمود که بودجه این سفر عمدتاً توسط خسرو خان قشقایی تأمین شد. این سفر شخصی که هیچ وجه محرمانه‌ای نداشت شش ماه طول کشید، اما بهمن‌بیگی نمی‌توانست از بخارای خود دل بکند بنابراین بیمار شد. او می‌نویسد: «با بیماری ایل دست به گریبان بودم. این بیماری از جنس بیماری‌های دیگر نبود. درد نداشت، ولی از همهٔ دردها سنگین‌تر بود. گرفتاری من درونی بود. پزشکان بیرونم را جستجو می‌کردند و چون عیبی نیافتند لوزهٔ ورم کرده‌ام را درآوردند.»

#### استفاده بهمن‌بیگی از اصل چهار ترومن و پیشبرد برنامه خود
طبق دیدگاهی که کل برنامهٔ بهمن‌بیگی را توطئه‌ای خارجی در نظر می‌گیرد این اصل چهار ترومن بوده‌است که از بهمن‌بیگی استفاده کرده‌است. در اکتبر سال ۱۹۵۴ (۱۳۳۳ شمسی) محمدبهمن‌بیگی رئیس آموزش عشایری برنامه آمریکایی اصل چهار در شیراز بوده‌است. طبق اسناد لانه جاسوسی در تهران، آقای رابرت فان ست معاون کنسول آمریکا در تبریز طی گزارشی به آقای بریانت باکینگهام، کنسول آمریکا در اصفهان می‌نویسد: «زمانی که به‌طور غیررسمی در مورد ایلات با آقای بهمن‌بیگی رئیس آموزش عشایری برنامه آمریکایی اصل چهار در شیراز صحبت می‌کردم، فهمیدم که خسرو خان با ژنرال عزیزی در روز یکشنبه ۲۴ اکتبر ۱۹۵۴ (آبان ۱۳۳۳ شمسی) دیدار کرده بود. به گفته بهمن‌بیگی، خسروخان در حال حاضر در فیروزآباد زندگی می‌کند.» در اکتبر سال ۱۹۵۴ (۱۳۳۳ شمسی) آقای فان ست، بهمن‌بیگی را به عنوان رئیس (هماهنگ‌کننده) برنامه آموزش عشایری اصل چهار معرفی می‌کند. بر اساس گزارش وی: «پیشینه بهمن‌بیگی: حدود چهل سال سن. عضوی از طایفه عمله است. پدرش با تیره خودش در کوهستان است. بهمن‌بیگی فارغ‌التحصیل مدرسه حقوق دانشگاه تهران است. او رئیس برنامه آموزش عشایری اصل چهار است.»
همچنین آقای فان ست می‌نویسد: «بهمن‌بیگی در سال ۱۹۵۲ (۱۳۳۱) طی یک سفر خصوصی به مدت شش ماه از آمریکا دیدار کرد. بخش اعظم هزینه این سفر را خسرو خان پرداخت نمود. (همان‌طور که در بالا ذکر شد معلوم نیست بهمن‌بیگی با توجه تمکن مالی خود، چه نیازی به کمک خسرو خان داشته‌است) او انگلیسی را خوب صحبت می‌کند. او به من گفت که به دلیل مخالفتش با خسرو در عملیات ناکام خسرو خان در سال گذشته (۱۹۵۳ برابر ۱۳۳۲ شمسی)، خسرو خان علاقه‌اش را به او از دست داده‌است. خسرو خان دیگر حمایت زیادی در ایل ندارد و نفوذ او بیشتر به دلیل ثروت اوست»
طبق نظر کلارنس هندرشات که به‌طور دائم طی سال‌های ۱۹۶۱ تا ۱۹۶۵ به عنوان هماهنگ‌کننده آمریکایی آموزش از مدارس بازدید کرده‌است، برنامه مدارس چادری (عشایری) موفق‌ترین پروژه آموزش ابتدایی برنامه اصل چهار در ایران بوده‌است که دقیقاً همان‌طور عمل کرد که یک پروژه کمک‌های فنی برای جوامع کم-مدرنیزه شده باید عمل می‌کرد، به این معنا که بهمن‌بیگی توانسته بود این برنامه آموزشی را که قبل از او ناقص اجرا شده بود در مسیر درستی هدایت کند.
گلن گیگن طی دو سال ابتدای برنامه و قبل از اینکه وزارت آموزش (ایران) پیشنهادهای حمایتی خود را ارائه کند، از طریق جمع‌آوری داده‌های مهم جمعیت‌شناسی، تهیه و تدارک مواد و تجهیزات لازم، و آموزش معلمین کمک بسیار مهمی برای این برنامه بود. بهمن‌بیگی اما گزارش یکسر متفاوتی از ماجرا می‌دهد. او در سال ۱۳۳۰ نخستین مدرسه سیار عشایری را در سایهٔ چادر مهمانی سنتی برای بستگان و خویشان نزدیک خود و کودکان برپا می‌کند. ادارهٔ این مدرسه و جابه‌جایی و استقرار آن همراه با کوچ ایل و اتراق آن از نظر زمان و شرایط کار برای او تجربه مفیدی بود. تلاش او برای جذب کمک آموزش و پرورش به جایی نمی‌رسد. در این زمان او با مدیر اصل چهار و سپس مشاور فرهنگی آن وارد مذاکره می‌شود. آن‌ها موافقت می‌کنند که چادر و لوازم آموزشی را اصل چهار تهیه نماید به شرط این‌که بهمن‌بیگی خود معلمان را بیابد و حقوق آنان را تأمین کند.
عده‌ای مدعی‌اند که آمریکایی‌ها روش‌های تدریس را برای سطوح مختلف تحصیلی تهیه کردند و در کنار آن بسیاری از ایده‌های بهمن‌بیگی نتیجه سفرش به ایالات متحده آمریکا بود، اما شواهد نشان می‌دهد که بهمن‌بیگی با توجه به شرایطی که خود با آن آشنا بود و تجربه آموزش به بستگان خود در کوچ برنامه خود را پی گرفت. برنامه آموزش عشایر منحصراً در اجرا ایرانی بود و به دست ایرانی‌ها اجرا می‌شد. ایرانی‌ها با مسئولیت مستقیم بهمن‌بیگی در مدارس تدریس کرده و از آن نگهداری نمودند. به محض اینکه وزارت آموزش ایران مسئولیت مالی برنامه را در سال ۱۹۵۵ (۱۳۳۴ شمسی) به عهده گرفت حمایت آمریکایی‌ها از برنامه قطع شد و بهمن‌بیگی دیگر از سیستم مالی اصل چهار کمکی نگرفت و تأمین مالی آن به صورت کامل توسط آموزش و پرورش ایران انجام شد.

## انتقال کارمندان آمریکایی اصل چهار به باغ ارم شیراز
(ایل اولادمیرزاعلی بویراحمد در دیلگان طبق برنامه قرار بود به دیلگان بروند که میسر نشد)
در ۲۷ فروردین ۱۳۳۲ زمانی که اعضای حزب برادران که مخالف مصدق بودند به دفتر اصل چهار در شیراز حمله کردند، کارمندان آمریکایی آن به یاری محمد بهمن‌بیگی به باغ ارم شیراز منتقل شدند و مورد حمایت قشقایی‌ها قرار گرفتند. خوانین قشقایی (برادران قشقایی) همواره با محمد مصدق همفکر بودند.
پس از ملی شدن صنعت نفت در اسفندماه ۱۳۲۹ آمریکا ابتدا از دولت محمد مصدق حمایت کرد؛ بنابراین تا سال ۱۳۳۲ خوانین قشقایی با آمریکایی‌ها رابطه مناسبی داشتند و از حضور آن‌ها در ایران حمایت می‌کردند. اما دولت آمریکا در اثر رویدادهای سیاسی نظیر تمایل محمد مصدق به فروش مستقل نفت در بازارهای اروپا و حتی بازار آمریکا، سیاست خود را سریعاً تغییر داد. از سال ۱۹۵۳ (۱۳۳۲) رویدادهایی نظیر دخالت سازمان سیا در وقایع ۲۸ مرداد پیش آمد، دولت مصدق سقوط کرد و مشاورین نظامی نیز به ایران آمدند. بنابراین از کودتای ۲۸ مرداد به بعد، رابطه خوانین قشقایی با آمریکایی‌ها تیره شد.

##### پس از کودتا ۲۸ مرداد
پس از خاتمه برنامه اصل چهار ترومن و تصدی کامل تعلیمات عشایر و آموزش عشایری توسط دولت ایران، مدارس عشایری به آموزش و پرورش فارس سپرده شد و از این زمان، بودجه دولت ایران برای ادامه کار در نظر گرفته شد. آقای بهمن‌بیگی با توجه به حضور و فعالیتش در آموزش عشایری مورد حمایت اصل چهار ترومن و موفقیت چشمگیرش در باسواد کردن عشایر در آموزش و پرورش فارس ابقا شد. وی به عنوان مسئول دایره تعلیمات عشایر (بعداً اداره کل آموزش عشایر) در آموزش و پرورش فارس تعیین شد. این اداره تنها اداره کلی بود که به خاطر بهمن‌بیگی و پروژه موفقش در شیراز مستقر شد.
به گفته اوبرلینگ، پس از کودتا و تبعید برادران قشقایی، «دولت سیاستی نو را برای واداشتن قشقایی‌ها به زندگی شهرنشینی در پیش گرفت که تضعیف نهادهای طایفه‌ای از این جمله است. تغییر در شیوه زندگی، مهم‌ترین مانع در مسیر دولت برای کنترل قشقایی‌ها، یعنی اتحاد ایشان را از بین برد چنانچه دولت در ۱۹۶۳ (۱۳۴۲ شمسی) اعلام کرد که دیگر ایلی وجود ندارد و چنان بر پیروزی خویش مطمئن شده بود که اجازه اقامت ملک منصور خان و محمد حسین خان را در ایران و در جایی خارج از فارس داد». مشخص نیست منظور اوبرلینگ از تضعیف نهادهای طایفه‌ای چیست. آیا به هم خوردن سلسله مراتب طبقاتی ایل منظور است؟ یا جنگ‌های مداومی که با دولت و یکدیگر داشتند؟ قطعاً سیاست شهرنشینی داوطلبانه یکی از بهترین برنامه‌ها برای جذب جامعه عشایری به ایران در حال توسعه بود که دیگر هیچ فرزند ایلی رعیت نباشد و به شهروندی توانا و مسئول تبدیل گردد. قطعاً بازدید از یک جامعه بدوی با روش‌های باستانی برای امرار معاش برای یک توریست بسیار دیدنی است اما بهمن‌بیگی نمی‌توانست تحمل کند که بهای این زیبایی توریستی رنج و محنت مردمش باشد.
آقای بهمن‌بیگی در سال ۱۳۴۳ در حالی که متأهل بود با سکینه کیانی که در آن زمان ۱۷ ساله بود و با یکدیگر اختلاف سنی زیادی داشتند ازدواج کرد. حاصل ازدواج مجدد او، دو پسر و دو دختر بود.
در سال ۱۳۴۸ اداره آموزش عشایر به اداره کل تبدیل شد و آقای بهمن‌بیگی به عنوان مدیر کل آن منصوب شد و تا انقلاب اسلامی در همین سمت باقی ماند.

#### پس از انقلاب اسلامی
پس از انقلاب، جمعی از انقلابیون قشقایی به منزل وی در شیراز هجوم بردند اما وی موفق به نجات جان خود شد و خود را به تهران رساند. او تا چند سال، از سفر به شیراز خودداری کرد و به صورت مخفی در تهران زندگی کرد. در این سال‌ها شروع به نوشتن داستان‌هایی از خاطرات خود نمود. به گفته خود ایشان، با شفاعت انقلابی‌هایی که از نزدیک شاهد خدمات بهمن‌بیگی در مناطق مختلف بودند (که عمدتاً به آن مناطق تبعید شده بودند) توانست از دولت انقلابی (آقایان موسوی اردبیلی و مهدوی کنی) امان‌نامه بگیرد. وقتی جو انقلابی فروخوابید ارزش خدمات بهمن‌بیگی بیش از پیش مشخص شد. هیچ برنامه دیگری از جمله نهضت سوادآموزی نتوانست موفقیت او را تکرار کند. او در سال‌های فعالیت بیش از پانصد هزار نفر را باسواد کرد که بسیاری از آن‌ها به مدارج بالای علمی رسیدند. خانه‌نشینی برای بهمن‌بیگی خلاق و فعال قطعاً آسان نبوده‌است اما خلاقیتش او را وادار کرد تا به نویسندگی داستان و خاطرات آموزشی خود مشغول شود. او اولین کتاب خود را با نام «بخارای من، ایل من» در سال ۱۳۶۸ منتشر کرد که نثر فارسی آن درخشان است.

## آموزش در کوچ
تا قبل از سال ۱۳۰۷ که مدارس عشایری در قالب دارالتربیه عشایری احداث شود، سوادآموزی مدرن در بین کوچ‌نشینان رواج نداشت بلکه سوادآموزی به شکل سنتی بود. بدین صورت که افراد ثروتمند از یک ملا یا میرزا دعوت می‌کردند که به فرزندان آنان سواد بیاموزد. حقوق وی را هم اولیای فرزندان تأمین می‌کردند. اما این آموزش مختص متمولین و طبقات بالای ایل بود و فرزند عادی ایل از هیچ آموزشی برخوردار نمی‌شد. سلسله مراتب ایلی اجازه نمی‌داد که فرصت زیادی برای پیشرفت پیش پای یک رعیت باشد.
قربونعلی خالدی یکی از بزرگان طایفه دیلگانی در بویراحمد طسوج همگام با عبدالله خان ضرغامپور و بهمن بیگی شروع به آموزش نهضت شدند.

### تجربه‌های ناموفق آموزش عشایر

#### شروع کار اولین مدارس دولتی در کشور و شواهدی از احداث مدارس عشایری- ۱۳۰۱
اگرچه در سطح شهرهای بزرگ کشور، مراکز علمی نظیر دارالفنون و مدرسه‌های «میرزا حسن تبریزی» معروف به «رشدیه» (سال ۱۲۶۰ شمسی) تأسیس شده بود که به خاطر برپایی آن‌ها از سوی افراد خیر و نیکوکار و تأمین مخارج از محل هدایا و موقوفات و ماهیانه دانش آموزان، «مدارس ملی» نامیده می‌شد، اما در مقابل این مدارس، در سال‌های بعد، به خصوص بعد از تصویب قانون فرهنگ در ۱۲۹۰ شمسی، به تدریج «مدارس دولتی» نیز در کشور شکل گرفتند. بعد از کودتای ۱۲۹۹ شمسی، توسعه مدارس دولتی توسط رضا شاه شدت گرفت و جهت تأسیس مدارس دولتی به خصوص در نواحی مرزی از سوی دولت، دستور ویژه‌ای صادر شد. در اجرای این دستور فرماندهان مناطق سرحدی مغان هم در این خطه اقدام به تأسیس مدرسه دولتی می‌نمایند. در این دوران در ارتباط با مدارس عشایری نیز اقداماتی آغاز شد. برای مثال، در سال‌های ۱۳۰۱ تا ۱۳۰۷ نمایندگی فرهنگ (آموزش و پرورش) کازرون به آقای میرزا عباس سعادت کارمند رسمی وزارت آموزش و پرورش (معارف آن روز) واگذار شد. در زمان او یک مدرسه عشایری در ایل قشقایی (در طایفه کشکولی) و یک دبستان دخترانه در کازرون افتتاح شد و مدارس موجود با افتتاح کلاس‌های جدید وسعت یافتند.

#### ایجاد سیستم آموزش عشایری و تأسیس اولین مدارس شبانه‌روزی عشایری به وسیله دولت ایران- سال ۱۳۰۷
ایجاد مدرسه شبانه‌روزی عشایری (دارالتربیه عشایری) از اقداماتی است که در دوران رضا شاه انجام شده‌است. احداث مدارس عشایری از سال ۱۳۰۵ شمسی مطرح شد و از طرف تیمسار سپهبد امیراحمدی به وزارت معارف پیشنهاد گردید که یک باب دارالتربیه عشایری شبانه‌روزی برای اطفال عشایر در شهر خرم‌آباد تأسیس گردد که این پیشنهاد فوراً مورد تصویب وزارت فرهنگ واقع شد. دارالتربیه دولتی عشایر لرستان در بهمن ماه ۱۳۰۷ رسماً شروع به کار کرد. در این دارالتربیه تعدادی از فرزندان سران عشایر کهگیلویه و بویراحمد نیز حضور داشتند.
اولین گروه از دانش آموزان دارالتربیه عشایری خرم‌آباد ۴۰ نفر بودند. سرانجام پس از حدود یک دهه فعالیت، در شهریورماه سال ۱۳۱۶ دستور انحلال آن از مرکز صادر شد و به کار خود پایان داد. همچنین به دنبال احداث سه باب مدرسه عشایری در قسمت جعفربای ترکمن صحرا، دولت به فکر تأسیس دارالتربیه عشایر در تهران و بعضی از استان‌های عشایرنشین افتاد تا اولاد عشایر را بهتر بتواند در مدرسه شبانه‌روزی تحت تعلیم و تربیت خاص خود قرار دهد. در بودجه سال ۱۳۰۷ شمسی کل کشور مبلغ ۳۰۰۰۰ تومان برای تربیت اولاد عشایر منظور شده و جهت هزینه در اختیار وزارت معارف و اوقاف وصنایع مستظرفه قرار گرفت. حکومت پهلوی به دنبال احداث مدارس پسرانه در مناطق جعفربای ترکمن صحرا و دارالتربیه عشایر در تهران، تصمیم به تأسیس مدارس دخترانه در گمش تپه گرفت. در پی اعتراض و مخالفت علمای گمش تپه با تأسیس مدارس اناثیه، دفتر مخصوص شاهنشاهی که ریاست آن با حسین شکوه (شکوه الملک) بود طی نامه محرمانه‌ای در تاریخ چهارم مهر ۱۳۰۸ شمسی به وزارت معارف و اوقاف درخواست نمود که از تأسیس مدرسه اناثیه (دخترانه) در صحرای ترکمن جلوگیری شود. بر اساس مدارک موجود در مرکز اسناد ملی، عده محصلین دارالتربیه عشایری تهران در فروردین ۱۳۱۳ شمسی ۳۱ نفر بوده‌اند که پنج نفر آن‌ها لر، پنج نفر کرد، یک نفر شاهسون و بقیه ترکمن (۲۰ نفر) بوده‌اند. نهایتاً در مرداد ۱۳۱۵ شمسی دارالتربیه عشایری از اداره تعلیمات مرکز و امتحانات منتزع و به اداره تعلیمات ولایات تحویل می‌گردد.
بنابراین در این دوران، مدرسه عشایری در منطقه ترکمن صحرا، خرم‌آباد، و همچنین دارالتربیه عشایری تهران راه‌اندازی شد. برخی منابع، تأسیس مدرسه عشایری (دارالتربیه عشایری) را به علی اصغر حکمت (از وزرای معارف دوران رضا شاه) نسبت می‌دهند. از آنجا که علی اصغر حکمت در سال ۱۳۱۲ به وزارت فرهنگ رسید، به نظر می‌رسد قبل از ایشان هم آموزش عشایری و مدارس عشایری در سیستم دولتی ایران وجود داشته‌است.
با توجه به مشکلات موجود و کافی نبودن فعالیت مدارس عشایری شبانه‌روزی (دارالتربیه‌ها) برای پوشش دادن به تمامی نیازهای جامعه کوچ‌رو عشایری، دولت ایران در کنار مدارس شبانه‌روزی، ایده ایجاد مدارس به صورت سیار و کوچ‌رو همراه با خانوارهای عشایری را مد نظر قرار داد. البته با توجه به بحران‌های سیاسی و تحولات جنگ جهانی دوم و همچنین شرایط نامناسب اقتصادی کشور، این برنامه‌ها برای مدتی راکد ماند و حتی مدارس شبانه‌روزی (دارالتربیه‌ها) نیز تعطیل شد. سازمان‌های مسئول ایرانی از مدت‌ها پیش به ضرورت آموزش مدرن و مجانی برای عشایر پی برده بودند اما کمبود بودجه مانع این کار شده بود.

#### تأسیس مدارس عشایری در دشت مغان به وسیله دولت ایران- سال ۱۳۲۷
دولت در سال‌های پس از جنگ جهانی دوم، مجدداً برنامه آموزشی خود را پیگیری می‌کند و درصدد توسعه مدارس دولتی در تمام کشور، به ویژه مناطق عشایری، برمی‌آید و این سیاست در مغان هم پیگیری می‌شود. گسترش مدارس دولتی در مغان به صورت جدی به سال ۱۳۲۷ و بعد از آن بر می‌گردد. به دنبال این طرح، اولین مدرسه دولتی منطقه عشایری پارس‌آباد مغان در سال ۱۳۲۷ در بین طایفه حسن خانلو و در روستای محمدرضالو دایر می‌شود و آقای رستم‌زاده به عنوان اولین مدیر و معلم این مدرسه که «دبستان دولتی بوعلی حسن خانلو» نامیده می‌شد انتخاب می‌شود. در ادامه این فعالیت‌ها، برای عشایر این منطقه، مدارس دیگری نیز راه‌اندازی شد. در همین سال اولین مدرسه دولتی موران (دبستان دولتی بیرونی موران) هم در بین عشایر این منطقه و در روستای ظاهر (ظاهر آلی کندی) ایجاد می‌شود. برای افراد طایفه آلارلو هم در سال ۱۳۲۷ مدرسه‌ای بنام «رازی» در روستای «بل داشی» دایر می‌شود. برای طایفه «قوجابیلی» هم در همین سال مدرسه‌ای بنام «خیام» در روستای «قالا برزند» دایر می‌شود. در سال ۱۳۲۸ برای طایفه‌های «خلیفه لو» و «مدد لو» دو مدرسه در روستاهای «تولون» و «زینگیر» به نام‌های خاقانی تولون و بیهقی زینگیر دایر می‌شود. در همین سال مدرسه دیگری در منطقه عشایری قشلاق دشت امروزی در شاه آباد مغان (جعفرآباد مغان امروزی) دایر شده‌است. در سال ۱۳۲۹ هم مدرسه عشایری دیگری در روستای «دیزده» بنام مدرسه پانزده بهمن شروع به فعالیت نموده‌است.

#### طرح احداث مدارس در مناطق عشایری در فارس توسط برادران قشقایی- ۱۳۲۹
بنا بر اسناد موجود، با آرام گرفتن اوضاع سیاسی قشقایی‌ها، در زمان حضور خسرو خان قشقایی به عنوان نماینده فیروزآباد در دوره شانزدهم مجلس و ناصر خان قشقایی در مجلس سنا، برادران قشقایی توانستند ضمن افزایش نفوذ و اقتدار سیاسی خود، با نزدیکی به مراکز قدرت در راستای بهبود اوضاع اجتماعی و اقتصادی ایل قشقایی و مناطق همجوار اقداماتی انجام دهند. خوانین قشقایی در این سال‌ها پیشنهادهایی مانند طرح جاده شیراز- فیروزآباد- بوشهر، طرح کارخانه قند آباده، طرح سد رودخانه قره قاج و همچنین طرح احداث سه باب دارالتربیه عشایری در شهرستان‌های شیراز، فسا و فیروزآباد را به دولت ارائه دادند؛ بنابراین با موافقت رزم آرا در آبان ماه ۱۳۲۹، دستور پرداخت اعتبار آن صادر شد و وزارت فرهنگ، طرح احداث دارالتربیه‌های عشایری فوق را به تصویب رساند.
به این ترتیب، وزارت فرهنگ تصویب کرد که به منظور ارائه خدمات آموزشی به فرزندان عشایر فارس، سه دستگاه مدرسه شبانه‌روزی به نام دارالتربیه عشایری در شهرهای شیراز برای ایل بویراحمد، فیروزآباد برای برای ایل قشقایی و فسا برای ایل عرب خمسه احداث شود. از این رو ناصر خان با اهدای یک قطعه زمین از املاک خود واقع در ناصرآباد فیروزآباد به مساحت یازده هزار مترمربع تلاش کرد این طرح را عملی سازد. اما به رغم احداث قسمتی از ساختمان مدتی بعد به علت کسری بودجه دولت طرح متوقف شد و پس از حوادث سیاسی سال ۱۳۳۲ کلاً به فراموشی سپرده شد. برادران قشقایی علاوه بر جلب نظر دولت به منظور اختصاص بودجه برای طرح‌های عمرانی، خود نیز با سرمایه شخصی تأسیساتی نظیر ساخت یک بیمارستان و یک باب مدرسه در شهر فیروزآباد که مقر اصلی قشقایی‌ها بود، به راه انداختند. چنین به نظر می‌رسد که سران قشقایی به دلیل ارتباطی که با جوامع مدرن داشتند دریافته بودند که شیوه زندگی کهن ایلی دیگر پاسخگوی نیازهای جهان آینده نیست.

#### تأسیس مدارس عشایری توسط دولت ایران به وسیله محمود حسابی- سال ۱۳۳۰
با آرام گرفتن اوضاع پس از جنگ جهانی دوم و تثبیت وضعیت دولت، فعالیت‌های آموزش عشایری پس از چند سال وقفه به خاطر جنگ، مجدداً به وسیله دولت ایران از سر گرفته شد. با توجه به تجربه مدارس عشایری (طی سال‌های ۱۳۰۷ تا زمان جنگ جهانی دوم)، پس از انجام برنامه‌ریزی‌های لازم برای ایجاد مدارس سیار و توسعه مدارس شبانه‌روزی عشایری (دارالتربیه)، نهایتاً در سال ۱۳۳۰ نخستین مدارس سیار عشایری نیز در استان کهگیلویه و بویراحمد به وسیله محمود حسابی، به شکل رسمی پایه‌گذاری شد تا در کنار مدارس شبانه‌روزی عشایر (دارالتربیه‌ها) فعالیت کند؛ بنابراین بنیان‌گذار مدارس سیار عشایری در سیستم اداری ایران، محمود حسابی است. وی که در سال ۱۳۳۱ به عنوان وزیر فرهنگ در کابینه محمد مصدق فعالیت می‌کرد، اقدام به ایجاد مدارس نوین عشایری نمود.
نشریه حافظ در شماره بهمن ماه سال ۱۳۹۰ مقاله‌ای را منتشر نموده که در آن آقای بهمن‌بیگی طی نامه‌ای، محمود حسابی را مؤسس نخستین مدارس سیار عشایری معرفی نموده‌است. در این مقاله به اذعان اسناد موجود، چند سال پعد از برنامه‌ریزی و برپایی مدارس سیار عشایری توسط محمود حسابی، تعدادی از معلمین شاغل در مدارس سیار عشایری، به دایره تعلیمات عشایر از برنامه‌های آموزش عشایری می‌پیوندند.
«در سال ۱۳۳۱ آقای پروفسور حسابی، وزیر فرهنگ محمد مصدق درحالی‌که هیچگونه راه ارتباطی شوسه و خاکی قابل استفاده در استان کهگیلویه و بویراحمد وجود نداشت (البته راه قدیمی کلنگ ساز زمان رضا شاه تخریب شده و نیاز به بازسازی داشت) با هواپیمای دو نفره آمد و ۶ نفر را با صلاحیت لازم به عنوان معلم عشایر انتخاب کرد که در واقع آن‌ها هسته آموزش عشایر را شکل دادند. هواپیمای محمود حسابی در فرودگاه دست‌سازی که با بیل و کنلگ در یاسوج درست کرده بودند به زمین نشست. سپس با مشورت با بزرگان بویراحمد ۶ نفر از افراد باسوادی که از مدرسه نوین دوره رضا شاه ۲۰–۱۳۱۲ فارغ‌التحصیل شده بودند و مدرک ششم ابتدایی داشتند، فی‌المجلس از آن‌ها از حساب، هندسه، املا، معلومات عمومی، تفسیر متن و غیره شخصاً امتحان گرفت و ۶ نفر را بدون گذراندن دوره دانشسرا مستقیماً به آموزگاری برگزید. این شش نفر نه آموزش دیدند و نه به دانش‌سرا رفتند اما پروفسور حسابی از آن‌ها امتحان گرفت در امتحان قبول شدند و به عنوان معلم شروع به کار کردند. بعد از کودتای ۲۸ مرداد که اصل ۴ آمریکا در آن نقش کلیدی داشت، محمد مصدق سرنگون و آموزش عشایر به مرحوم بهمن‌بیگی واگذار شد».

### تعلیمات عشایر بهمن‌بیگی، اولین تجربه موفق در آموزش سیار عشایری

#### مدارس سیار عشایری با کمک خود عشایر- سال ۱۳۳۰
بهمن‌بیگی که همیشه سودای بهبود وضعیت ایل و مردمان سختکوشش داشت در سال ۱۳۳۰ اولین تجربه موفق در آموزش عشایری را با آموزش حین کوچ شروع کرد. او نخستین مدرسه عشایری را به کمک بستگان و خویشان خود در زیر چادر میهمانی سنتی برپا کرد. این برنامه محدود به بستگان و آشنایان خود او بود و هزینه آن نیز توسط بستگان تأمین می‌شد. همراهی این مدرسه سیار با کوچ و انتقال وسایل و آموزش بچه‌ها در حین جابه‌جایی تجربیات خوبی برای بهمن‌بیگی به ارمغان آورد. او از این تجربه دریافت که می‌تواند هشت ماه از سال را به عنوان سال تحصیلی در نظر بگیرد. بهمن‌بیگی این ایده را با وزارت آموزش و پرورش وقت مطرح می‌کند اما پیشنهاد او رد می‌شود. پس از آن به سراغ مدیر و مشاور فرهنگی اصل چهار می‌رود و طی مذاکراتی قرار می‌شود چادر و لوازم آموزشی را اصل چهار تأمین کند به شرط آن که بهمن‌بیگی خود معلمان را بیابد و حقوق آن‌ها را تأمین کند.

#### مدارس سیار عشایری با کمکاصل چهار ترومن- سال ۱۳۳۲
بهمن‌بیگی در سال ۱۳۳۲ پس از مذاکرات با کمیسیون اصل چهار ترومن در شیراز، تعلیمات عشایری را در مقیاسی وسیع شروع کرد و آقای گیگن به‌طور مستقیم مسئول امور برنامه‌ریزی آموزش عشایری در اصل چهار بود. بهمن‌بیگی برای تحقق اهداف آموزشی خود، از فرزندان ایل استفاده نمود. اصل چهار ترومن توسط آمریکایی‌ها برای جلوگیری از سقوط کشور ایران به دامان کمونیسم اجرا شد و شامل برنامه‌های اصلاحی زیادی بود. فعالیت‌های اصل چهار همراه با سایر برنامه‌های تبلیغاتی آمریکا توانست مردم ایران را در برابر نفوذ کمونیسم مقاوم سازد. صدها پروژه آموزشی-بهداشتی در ایران اجرا شد. برنامه اصل چهار، کمک مالی به این پروژه‌ها می‌نمود و مقداری ابزار کار، ماشین آلات و متخصصان مربوط را تأمین می‌کرد. بر حسب گزارش‌هایی که بعداً انتشار یافت اصل چهار سالانه بین ۱۸ تا ۲۵ میلیون دلار برای کمک‌های فنی و حرفه‌ای در ایران هزینه می‌کرد. پس از خاتمه فعالیت اصل چهار در ایران، اسناد مربوط تحویل نخست‌وزیر وقت ایران (منوچهر اقبال) شد. بنابراین، مدارس عشایری به کمک و یاری اصل چهار آمریکا تحت نظر و ریاست آقای گیگن از جانب این کمیسیون و محمد بهمن‌بیگی از ایران توسعه یافت. آقای بهمن‌بیگی پس از خروج این کمیسیون در ۱۳۳۶، مسئول پروژه تعلیمات عشایر بود که بعدها تحت عنوان اداره کل آموزش عشایر اداره شد.

##### امضایاصل چهار ترومنو کمک‌های فنی به ایران- سال۱۳۲۹ شمسی
دو ماه پس از اینکه در ماه ژوئن ۱۹۵۰ (سال ۱۳۲۹شمسی) هری ترومن رئیس‌جمهور آمریکا قانون «اقدامات برای توسعه جهانی» را امضا کرد، فرانکلین هریس عازم مذاکره برای یک توافقنامه جهت ارائه کمک‌های فنی به دولت ایران شد. در ماه اکتبر همان سال، سفیر آمریکا آقای هنری گریدن و علی رزم آرا نخست‌وزیر ایران «برنامه همکاری‌های فنی برای توسعه روستایی» را امضا کردند. این برنامه اولین توافقنامه بین‌المللی اصل چهار بود.

##### نقش دانشگاه BYU یوتا در آموزش عشایری و اعزام کارشناسان آموزشی به ایران-سال ۱۳۳۰
پس از امضای این توافقنامه، دولت آمریکا از دانشگاه بریگم یانگ Brigham Young University در شهر «پراوو» در ایالت یوتا برای مشارکت در برنامه اصل چهار در ایران دعوت کرد. برنامه اصل چهار ابتدا تحت مدیریت آقای فرانکلین هریس بود که قبلاً به مدت ۲۴ سال به عنوان رئیس دانشگاه BYU خدمت کرده بود. دولت آمریکا نقش این دانشگاه و کالج کشاورزی دانشگاه ایالتی یوتا را به عنوان برنامه‌ریزی، به‌کارگیری نیروی انسانی و اجرای برنامه اصل چهار تعیین نمود. دانشگاه BYU چهار گروه کارشناس آموزشی (آموزشگر) را برای کمک به اصلاح ضعف‌های سیستم آموزشی ایران اعزام نمود. گروه اول متشکل از شش آموزشگر در سال ۱۹۵۱ (۱۳۳۰ شمسی) جهت ارتقای آموزش ابتدایی، راه‌اندازی و تأسیس مدارس عشایری، و نظارت بر برنامه اجرایی اصل چهار اعزام شدند. یکی از اعضای اولین گروه کارشناسان آموزشی آقای «گلن گیگن» بود که به منظور تأسیس مدارس عشایری اعزام شد. در سال ۱۹۵۳ نیز دوازده نفر دیگر برای کمک به توسعه آموزش در مقاطع ثانویه (بالاتر از ابتدایی) در نقاط مختلف ایران اعزام شدند. در پاییز ۱۹۵۷ سومین گروه پرسنل این دانشگاه برای سایر اقدامات فرهنگی و مبحث انرژی وارد ایران شدند. همچنین نهایتاً در سال ۱۹۵۹ گروه چهارم جهت مشاوره در زمینه آموزش عالی اعزام شدند. این گروه‌ها در ایجاد و به روزرسانی برنامه‌های آموزشی بسیار موفق بودند.

##### برنامه‌ریزی آموزش عشایری در ایران به وسیله اصل چهار- از ۱۳۳۰ تا ۱۳۳۲
اولین حرکت برای برنامه‌ریزی و تأسیس آموزش عشایری در ایران به وسیله بهمن‌بیگی با کمک و مشاورت گلن گیگن در ۱۹۵۳ پس از انجام یک مطالعه میدانی (نظرسنجی) در خصوص نیازهای عشایر طی سال‌های ۱۳۳۰ تا ۱۳۳۲ شمسی، انجام شد. آقای گیگن می‌نویسد: «باید حس تعلق عشایر به ایران و به منطقه‌ای که در آن زندگی می‌کنند تقویت شود. هیچ‌یک از این اهداف بدون داشتن مردم تحصیل کرده عشایر ممکن نمی‌شود.» بهمن‌بیگی که در این امر با اصل چهار توافق داشت از این فرصت استفاده کرد و کمک‌های آن‌ها را جذب نمود. سازمان‌های مسئول ایرانی از مدت‌های طولانی به ضرورت آموزش مدرن و مجانی برای عشایر پی برده بودند اما کمبود بودجه مانع این کار شده بود. سازمان اصل چهار برای کمک‌های فنی به ایران، با کمک دلارهای آمریکا و نظرات کارشناسان آمریکایی این طرح را به واقعیت تبدیل کرد و زمستان امسال (سال ۱۹۵۴) تعداد ۹۵ مدرسه سیار عشایری در استان فارس فعالیت می‌کنند. سازمان‌های مسئول ایران امیدوارند که آموزش عشایر بتواند آغازی برای اسکان عشایر، رو آوردن به کاشت اراضی و پرداخت مالیات همانند سایر شهروندان باشد.
در اثر فعالیت بسیار مؤثر اصل چهار در ایران، برنامه‌های آموزشی در عشایر، روستاها و شهرها به‌طور چشمگیری توسعه یافت و این برای کارشناسان آموزشی دانشگاه BYU افتخار بزرگی بود.

##### مطالعات میدانی کارشناسان آمریکایی و تجربه بهمن‌بیگی
بر اساس نتایج مطالعه میدانی (نظرسنجی) که از ورود کارشناسان آموزشی در سال ۱۹۵۱ تا سال ۱۹۵۳ صورت گرفت، آقای گیگن دریافت که مردان باسواد شهری، معلمین مناسبی برای عشایر نیستند. آقای گیگن در سال ۱۹۵۳ (۱۳۳۲ شمسی) می‌نویسد: «معلمان عشایری باید با خانواده‌هایی که برای تدریس به آن‌ها می‌رود آشنا و شناخته شده باشند، توسط خان پذیرفته شده باشند و تمایل داشته باشند که در ایل بمانند و در فعالیت‌های روزمره عشایری مشارکت نمایند؛ بنابراین یک پسر شهری هر چند هم که معلم خوبی باشد برای اینکار مناسب نیست. همچنین مسیر کوچ برخی طوایف عشایر قشقایی بسیار طولانی است؛ مثلاً طایفه شش بلوکی در هر مسیر کوچ (ییلاق تا قشلاق) حدود ۴۰۰ مایل طی می‌کند؛ بنابراین مدرسه عشایری باید سبک و قابل حمل باشد. یک چادر کوچک برای نشستن ۲۰ کودک، یک فرش، یک تخته سیاه، یک میز برای معلم و کتاب برای این مدرسه سیار کافی است. چنین مدرسه‌ای در مدت ده دقیقه قادر به بارگیری و ۶حمل بر پشت اسب خواهد بود. بهمن‌بیگی نیز با تجربه عملی اولین مراحل به‌کارگیری معلمان شهری به همین نتیجه رسید که معلم آموزش عشایر باید خود ایلی باشد تا بتواند شرایط سخت زندگی در ایل را تحمل کند. او در «به اجاقت قسم» می‌نویسد: «معلم غایب و بی رغبت به درد امر تدریس نمی‌خورد. معلم شهری به زور به روستا و ایل می‌رود و با اشتیاق به شهر بازمی‌گردد… در ایل طبیب و بیمارستان و دارو نبود… معلم جوان و ناپخته از عهدهٔ تحمل این همه رنج برنمی‌آمد. او از شغلش ناراضی بود…»

##### تأسیس مدارس عشایری با کمک رؤسای طوایف- سال ۱۳۳۲
پس از انجام مطالعات و بررسی‌های لازم، راه‌اندازی مدارس عشایری توسط بهمن‌بیگی و اصل چهار آغاز شد. آقای گیگن کارهای اولیه خود را با خودروی جیپ یا بر پشت اسب به انجام رساند و گاهی برای یک ملاقات تا ده روز بر زین اسب، در مراتع طبیعی کوه‌های زاگرس در بین ایلات بود. آقای گیگن دریافت که هیچ مدرسه‌ای برای قشرهای کم درآمد ایل وجود ندارد. او برای تأسیس اولین مدارس عشایری، مستقیماً به رؤسای ایلات مراجعه کرد. گیگن می‌نویسد: «روسای ایلات به انتخاب مردانی با قابلیت بالا جهت خدمت به عنوان معلم کمک کردند و آن افراد به دوره‌های آموزشی مخصوص معلمین فرستاده شدند.
با وجودی که پول و تجهیزات برای این مدارس از طرف بودجه اصل چهار آمریکا تأمین شده‌است، اما رؤسای طوایف قشقایی تقبل کردند که خود پرداخت حقوق معلمان را به عهده بگیرند.» در این زمان آقای بهمن‌بیگی به عنوان یک فرد محلی برای همکاری و تسهیل کمک‌رسانی آمریکایی‌ها و همچنین مترجم کارشناسان آمریکایی اصل چهار بود. آقای بهمن‌بیگی می‌نویسد: «خوشبختانه در راستای پیشرفت‌های فرهنگی مملکتی عده‌ای از ثروتمندان عشایر فارس به ندای من پاسخ مثبت دادند و تقبل کردند حقوق بیش از یکصد نفر معلم را شخصاً بپردازند. سپس با تلاش فراوان از میان روستاهایی که در مسیر ایلات بودند معلم کافی برای ایجاد ۷۹ مدرسه سیار پیدا کردم.»

##### راه‌اندازی دوره‌های آموزشی برای تربیت معلمین عشایری توسطاصل چهار ترومن- سال ۱۳۳۲
در طول مدت سه سال کار مدارس عشایری اصل چهار ترومن، چون معلمان منتخب از ایلات و روستاییان مسیر کوچ عشایر قشقایی بوده و فاقد صلاحیت علمی و تجربی کافی بودند، اصل چهار ترومن برای آماده‌سازی افراد منتخب به عنوان معلم، دوره‌های آموزشی کوتاه مدت در نظر گرفته بود. مدت این دوره‌ها سه هفته و محل تشکیل آن در شیراز بوده‌است. تهیه تمام تجهیزات و ادوات لازم و همچنین برنامه‌ریزی و برگزاری این دوره‌ها را اصل چهار ترومن به عهده داشت. برای آموزش و تدریس به زبان فارسی از کارکنان ایرانی اصل چهار از جمله آقای بهمن‌بیگی و همچنین از آموزش و پرورش فارس کمک گرفته می‌شد.
آقای حمزه رزمجویی از اولین بازرسان تعلیمات عشایر می‌گوید: «در سال۱۳۳۲ که با پدرم در منزل الیاس خان کشکولی بودیم، ناصرخان قشقایی که آن زمان سناتور بود با عده‌ای برای رایزنی به منزل الیاس‌خان آمدند. در این بین دنبال تعدادی افراد باسواد در ایل می‌گشتند و عده‌ای را جمع نموده و در باغ ارم که آن زمان متعلق به خوانین قشقایی بود دورهٔ آموزشی تشکیل‌دادند و بعد از مدتی آن‌ها را برای باسوادکردن افراد، به ایل تزریق نمودند». بنابراین در ابتدای شروع کار مدارس عشایری، ناصر خان قشقایی، باغ ارم شیراز که ملک شخصی شان بود را به برگزاری دوره‌های آموزشی معلمین عشایری اختصاص داد. پس از کودتای ۲۸ مرداد که خوانین قشقایی تبعید شدند و اموال آن‌ها از جمله باغ ارم توسط دولت مصادره شد، دیگر ادامه این دوره‌های آموزشی در باغ ارم مقدور نبود و اصل چهار ترومن ادامه این دوره‌ها را در آموزش و پرورش فارس برگزار نمود.
پژوهشگران بین‌المللی محمد بهمن‌بیگی را در نوع خود موفق‌ترین فرد در حوزه آموزش در جهان سوم می‌دانند که این موفقیت‌ها تا حد زیادی مدیون نوآوری‌های اوست. بر اساس گزارش‌های پژوهشگرانی مانند کلارنس هندرشات که بازدیدهای فراوانی از مدارس عشایری داشته، ایده‌هایی که آقای بهمن‌بیگی در مدیریت مدارس عشایری پیش گرفت بر اساس برنامه‌ریزی آمریکایی‌ها در اصل چهار ترومن و همچنین سفر ایشان به ایالات متحده بوده‌است. ریچارد گلیتز می‌نویسد: «آقای گیگن اقدامات مؤثری برای گردآوری اطلاعات جمعیتی، تدارک مواد مورد نیاز و آموزش معلمین به خصوص در دو سال اول مدارس عشایری برنامه اصل چهار ترومن (یعنی سال‌های ۱۳۳۲ تا ۱۳۳۴) قبل از تحویل مدارس به دولت ایران انجام داد. آمریکایی‌ها همچنین روش‌های تدریس را برای کلاس‌های مختلف تدوین کردند و در کنار آن، بیشتر ایده‌های آقای بهمن‌بیگی هم از دو سفر ایشان به ایالات متحده نتیجه شد. در کنار برنامه‌ریزی آمریکایی‌ها، اجرای برنامه آموزش عشایری اصل چهار، تقریباً به‌طور کامل توسط ایرانی‌ها اجرا شد.
ایرانی‌ها با سرپرستی مستقیم محمد بهمن‌بیگی، در این مدارس تدریس کرده و نگهداری آن را به عهده گرفتند». البته هندرشات ذکر نمی‌کند که اگر ایده‌های بهمن‌بیگی از آموزش‌های اصل چهار و بازدید او از آمریکا ناشی می‌شد چرا این برنامه در سایر کشورها و همچنین برنامه‌های دیگر این هیئت در خود ایران موفقیت چندانی نداشت. به نظر می‌رسد هندرشات سعی زیادی کرده تا ایده‌های بهمن‌بیگی و موفقیت بی‌نظیر او در آموزش عشایر را به آمریکایی‌ها منتسب کند.
اصل چهار از سال ۱۳۳۴ دیگر هیچ دخالتی در آموزش عشایر نداشت. «پل بارکر» یک داوطلب از گروه صلح آمریکا که در مدارس عشایری از سال ۱۹۷۳ تا سال ۱۹۷۵ تدریس کرده می‌نویسد دانش آموزان عشایری از کودکان روستاها سالم‌تر به نظر می‌رسند. کوچ مستمر، زندگی در فضای باز و استانداردهای جدی آقای بهمن‌بیگی در مورد بهداشت، این محیط بهداشتی را ایجاد کرده بود. بهمن‌بیگی شخصاً مسئولیت مدارس را به عهده داشت و موفقیت تحصیلی دانش آموزان هم بسیار بالاتر از نرخ متوسط ملی بود.
یکی از کارهای نوآورانهٔ بهمن‌بیگی، برگزاری اردوهای تربیتی برای دانش‌آموزان و آموزگاران عشایری در نقاط مختلف عشیره‌نشین بود. در آن اردوها آموزگاران موفق کارهای خودشان را به آموزگاران دیگر و دانش‌آموزان دانشسراها، که در آینده آموزگاران عشایری می‌شدند، معرفی می‌کردند. برگزاری رقص و پایکوبی و اجرای موسیقی محلی از دیگر برنامه‌های این اردوها بود. یکی از راهکارهایی که باعث پیشرفت کار بهمن‌بیگی شد، دعوت از دولت‌مردان و اثرگذاران آن زمان برای سفر به آن مناطق بود.

##### خاتمه فعالیتاصل چهارو تحویل مدارس عشایری به آموزش و پرورش فارس-سال ۱۳۳۶
آقای «دین اندرو پیترسون» یکی از اعضای اولین گروه اعزامی از سوی دانشگاه BYU می‌نویسد: در سال ۱۳۳۰ (۱۹۵۱ میلادی) مدتی بعد از ورود گروه کارشناسان آموزشی به ایران، مأموریت آقای هریس در ایران خاتمه یافت و به جای او، آقای «ویلیام وارن» به عنوان مدیر کشوری اصل چهار تعیین شد و به ایران آمد. آقای وارن سابقه فعالیت در وزارت امور خارجه آمریکا را به مدت شانزده سال داشت. آقای وارن حدود ۴ سال در ایران فعالیت کرد. سپس این پست به آقای «کلارک گریگوری» رسید که تا پایان فعالیت اصل چهار در سال ۱۳۳۶ ادامه یافت. در سال ۱۳۳۶ اموال اصل چهار به دولت ایران انتقال یافت.
البته در واقع نام اصل چهار به «هیئت عمران بین‌المللی آمریکا» تغییر یافت و آقای «هری بارن» جایگزین آقای «کلارک گریگوری» شد؛ بنابراین فعالیت اصل چهار در زمینه آموزش عشایری به شکل محدودتر و در قالب نظارت فنی به جای همکاری اجرایی، پیگیری شد. آقای کلارک گریگوری در زمان خاتمه کار اصل چهار و ترک ایران (سال ۱۳۳۶) نشان درجه سه همایون را به خاطر آموزش مردم ایران و بالا بردن سطح زندگی آن‌ها از دولت ایران دریافت کرد.
مدارس عشایری اصل چهار به مدت سه سال تا زمان خاتمه فعالیت اصل چهار در ایران با موفقیت فعالیت کردند. پس از خاتمه اصل چهار و تحویل تمام اسناد و مدارک و تجهیزات به دولت ایران، ادامه کار مدارس عشایری به دولت ایران (آموزش و پرورش فارس) سپرده شد. آقای بهمن‌بیگی می‌نویسد: «سه سال از عمر این مدارس گذشت و پیشرفت دانش آموزان امیدبخش بود. در شرایط جدید، با توجه به وضع نامعلوم معلمان و مشکلاتی که در خصوص پرداخت حقوق معلمان به وجود آمد، اولیای آموزش و پرورش فارس برای بقای دبستان‌های عشایری دست به کار شدند و معلمان دانشسرا دیده را جایگزین معلمان سابق کردند؛ ولی پس از یک سال (در سال ۱۳۳۷) مسلم شد که جوانان شهری به هیچ وجه قدرت کار و زندگی در مناطق عشایری را ندارند؛ بنابراین به این نتیجه رسیدیم که برای تعلیم و تربیت فرزندان عشایر راهی جز توسل به دامن همان معلمان محلی و ایلی نیست.»
پس از تحویل اسناد و مدارک اصل چهار توسط مسئولان آمریکایی آن به دولت ایران، بهره‌برداری از این مدارس به وسیله آموزش و پرورش فارس (دائره تعلیمات عشایر) به ریاست محمد بهمن‌بیگی ادامه یافت.

##### تأسیس دانشسرای عشایری توسط بهمن‌بیگی-سال ۱۳۳۶
پس از سه سال فعالیت موفق مدارس عشایری و دوره‌های تربیت معلمین عشایری، هم‌زمان با خاتمه کار برنامه اصل چهار ترومن، دوره‌های آموزشی برای تربیت معلمین عشایری نیز متوقف شد. با توجه به خاتمه فعالیت اصل چهار و تحویل مدارس عشایری به دولت ایران، به گفته آقای بهمن‌بیگی: «آموزش و پرورش فارس برای جلوگیری از تعطیل شدن مدارس عشایری، طرح تأسیس دانشسرای عشایری را از شورای عالی فرهنگ گذراند. به این ترتیب در سال ۱۳۳۶ دانشسرای عشایری در شیراز تأسیس شد و تاکنون (مهرماه ۱۳۵۱ شمسی) ۲۰۴۰ نفر فارغ‌التحصیل از این دانشسرا به طوایف مختلف عشایر کشور اعزام شده‌است».
در پی بروز مشکلات فراوان برای پرداخت حقوق معلمان عشایری که تا حدی با حمایت‌های مردم متمکن عشایر پرداخت می‌شد، آموزگاران عشایری از کار بسیار ناامید و دلسرد شده بودند و بهمن‌بیگی برای جلوگیری از تعطیلی مدارس و ادامه راه آموزش عشایر، به هر دری زد. به نقل از کتاب «آموزش و پرورش در عشایر ایران» (علی سهرابی – ۱۳۷۳ نشر دانشگاه شیراز) «پاول برکر» در این‌باره نوشته‌است: «در سال ۱۹۵۵ بهمن‌بیگی توانست برنامه بازدید یک گروه از کارکنان وزارت آموزش و پرورش را به منظور نشان دادن ارزش مدرسه‌های عشایری فراهم نماید. این بازدید بر روی آن‌ها تأثیر مطلوب داشت و کمی بعد وزارت آموزش و پرورش ایران موافقت کرد پرداخت حقوق معلمان و بهمن‌بیگی را به عهده گیرد.»
با اینکه مشکل پرداخت حقوق معلمان حل شد اما اعتقاد وزارتخانه بر این بود که معلمان عشایری کم سوادند و آموزش کافی ندیده‌اند به همین سبب معلمان عشایر با معلمان شهری جایگزین شدند. اما کمی نگذشت که ثابت شد این معلمان شهری قادر به تطبیق خود با شرایط زندگی عشایری نیستند و نمی‌توانند روابط لازم را با عشایر برقرار کنند. بهمن‌بیگی یک اولتیماتوم به وزارت آموزش و پرورش داد که یا از او در تأسیس یک دانشسرای عشایری تربیت معلم حمایت کند یا برنامه را کلاَ تعطیل نماید.
به دنبال تلاش‌های فراوان و حمایت‌های فاطمی که مدیر کل فرهنگ استان فارس بود، طرح تعلیمات عشایر در تاریخ ۱۰/۱۰/۱۳۳۴ به تصویب رسید و در تاریخ ۱۰/۱۱/۱۳۳۴ ثبت شد و سرانجام در تاریخ ۳۱/۲/۱۳۳۶ از سوی رئیس اداره تعلیمات اساسی و عشایر به اداره فرهنگ شیراز ابلاغ شد.

##### تأسیس دبیرستان شبانه‌روزی عشایری در شیراز توسط دولت ایران-سال ۱۳۴۶
سازمان «هیئت عمران بین‌المللی آمریکا» تا سال ۱۳۴۶ شمسی در ایران فعال بود تا جایی که مدیر آن اعلام کرد در دهه ۱۹۶۰ میلادی ایران به‌طور چشمگیری پیشرفت نموده‌است و در سال ۱۹۶۸ در میهمانی سفیر ایران در آمریکا (آقای هوشنگ انصاری) به‌طور رسمی خاتمه فعالیت اصل چهار و سازمان عمران بین‌المللی آمریکا اعلام شد. اصل چهار از سال ۱۳۳۲ دیگر در آموزش عشایر فعالیتی نداشت. پس از توسعه موفق مدارس سیار عشایری توسط اصل چهار ترومن، آمریکایی‌ها به‌طور کامل از برنامه آموزشی کشور خارج شده و دولت ایران بدون کمک خارجی به کار خود ادامه داد؛ بنابراین، دولت ایران برای ادامه فعالیت‌ها، سیاست احداث دارالتربیه عشایری (مدارس شبانه‌روزی عشایری) را نیز مجدداً مد نظر قرار داد. بعد از خاتمه کامل حضور آمریکایی‌ها در برنامه‌های آموزشی کشور، به گفته آقای بهمن‌بیگی: «شاهنشاه آریامهر و شهبانوی گرامی از مدارس عشایری و کار معلمان بازدید کردند و پس از مشاهده پیشرفت‌های آنان، امر مقرر فرمودند که در شیراز دبیرستانی تأسیس شود که سالانه عده‌ای از فرزندان مستعد و بی بضاعت که از مدارس ابتدایی فارغ‌التحصیل می‌شوند در آنجا به تحصیلات دبیرستانی ادامه دهند. این دبیرستان در سال ۱۳۴۶ در شیراز تأسیس شد و تاکنون (مهرماه ۱۳۵۱ شمسی) تعداد ۵۷۵ نفر از دختران و پسران مستعد و کم‌بضاعت عشایری را که در کلاس اول تا پنجم متوسطه و دوره راهنمایی تحصیل می‌کنند به‌طور شبانه‌روزی نگهداری می‌نماید.
مدرسه عشایری شبانه‌روزی چهل نفری شیراز، را می‌توان بعد از مدرسه عشایری چهل نفری خرم‌آباد(۱۳۰۷)، مدرسه عشایری شبانه‌روزی ترکمن صحرا و مدرسه عشایری شبانه‌روزی تهران (۱۳۰۸)، چهارمین مدرسه عشایری شبانه‌روزی دولتی نامید. البته اگر تعداد سه مدرسه عشایری شبانه‌روزی دیگر که در سال ۱۳۲۹ به وسیله ناصرخان و خسرو خان قشقایی پایه‌ریزی شد ولی به دلیل وقایع کودتای ۲۸ مرداد هیچگاه به بهره‌برداری نرسید نیز در نظر گرفته شود، می‌توان گفت مدرسه شبانه‌روزی عشایری شیراز هفتمین مدرسه عشایری شبانه‌روزی در دوران پهلوی بوده‌است.

#### تصویب برنامه آموزش عشایر در سیستم دولتی ایران - سال۱۳۳۴
همزمان با فعالیت‌های اصل چهار ترومن در ایران و همکاری‌های دوجانبه بین آموزش و پرورش و اصل چهار جهت توسعه مدارس عشایری، به تدریج در سیستم دولتی ایران نیز آموزش عشایری نهادینه شد؛ بنابراین در ادامه برنامه‌های هیئت عمران بین‌المللی آمریکا در ایران، اداره کل فرهنگ (آموزش و پرورش) استان فارس در زمستان ۱۳۳۲ برنامه‌ای برای آموزش عشایر با پنج اصل تهیه نمود و در نهایت، طرح تعلیمات عشایر در هشت‌صد و نودمین نشست شورای عالی فرهنگ در تاریخ ۱۰ دی ۱۳۳۴ به تصویب رسید. پس از خاتمه کار اصل چهار و تحویل مدارس عشایری به دولت ایران، «دایره تعلیمات عشایر» به عنوان یکی از ادارات داخلی آموزش و پرورش فارس تا زمان خاتمه فعالیت «هیئت عمران بین‌المللی آمریکا» فعال بود. پس از آن، دایره تعلیمات عشایر مبدل به اداره کل شد و به کار خود ادامه داد. برپایی مدرسه‌های عشایری به عشایر استان فارس محدود نشد و فرزندان عشایر از ایل‌های آذربایجان تا مرزهای شمال شرقی خراسان، از نعمت مدرسه و سواد برخوردار شدند.
بر پایهٔ برنامهٔ آموزش عشایر (۱۳۳۴)و برنامه‌های بعدی نظیر طرح تأسیس دانشرای عشایری (۱۳۳۶) و همچنین طرح تأسیس مدرسه شبانه‌روزی در شیراز(۱۳۴۶)، باید برای پایه‌های اول تا چهارم مدرسه‌های سیار و برای پایه‌های پنجم تا نهم مدرسه‌های شبانه‌روزی بر پا می‌شد. همچنین، باید یک مدرسهٔ تربیت معلم ویژهٔ عشایر برای جذب دانش‌آموزان با مدرک پایان کلاس نهم ساخته می‌شد و گروهی برای نظارت بر مدرسه‌های چادری نیز به وجود می‌آمد. با وجود این، ابتدا تنها به برپایی مدرسه‌های چادری و کار نظارت بسنده شد و ۷۸ مدرسه در ایلات و عشایر راه‌اندازی شد. ادارهٔ این مدرسه‌ها به آقای بهمن‌بیگی و دو ناظر دیگر، بیژن بهادری کشکولی و نادر فرهنگ دره‌شویی، سپرده شد.

#### ایجاد اداره کل آموزش عشایر-سال ۱۳۴۸
تا سال ۱۳۴۷ آموزش عشایر یکی از ادارات داخلی آموزش و پرورش فارس بود. از سال ۱۳۴۸ این اداره از آموزش و پرورش فارس منتزع و به اداره کل آموزش عشایر کشور که مرکز آن بر حسب اقتضاء شیراز تعیین شده‌است تبدیل گردید. به این ترتیب آقای بهمن‌بیگی به عنوان اولین مدیر کل آموزش عشایر ایران انتخاب شد و تا زمان انقلاب در همین سمت باقی ماند.

## نوآوری‌های آموزشی بهمن‌بیگی
در تاریخ تعلیم و تربیت ایران افراد بزرگ و نقش آفرین و ستودنی کم نیستند. میرزا تقی خان امیر کبیر، میرزا حسن رشدیه، جبار باغچه‌بان و محمود حسابی هر کدام به سهم خود در اشاعهٔ فرهنگ و دانش سهم به سزایی در شکل‌دادن به سرمایه انسانی ایران داشته‌اند. قطعاً محمد بهمن‌بیگی را می‌توان در ادامهٔ این نام‌های بزرگ آورد با تفاوت‌ها و شباهت‌هایی که هر کدام نسبت به دیگری دارند. یکی از شاخصه‌های کار بزرگ بهمن‌بیگی در آموزش، در پیش گرفتن روش‌هایی بود که کاربردش در ایران تازگی داشت و هیچگاه نیز تکرار نشد. نویسندگانی کار او را تقلید و نوآوری‌های او را تأثیر گرفته از آموزش‌های اصل چهار ترومن تلقی می‌کنند اما با نگاهی به تاریخ اصل چهار و بررسی کارنامه آن در کشورهای دیگر مشخص می‌شود که بهمن‌بیگی یا تهیه یک برنامه درون‌زا و مطابق با نیازهای ایل و بهره‌گیری از تجربیات خودش در آموزش محدود به بستگان در حین کوچ به مدلی یگانه در تعلیمات عشایر رسید. برنامه‌های مشابه اصل چهار در خود ایران به نتیجه ملموسی نرسید و در هیچ جای دیگر جهان هم این هیئت عمرانی نتوانست موفقیت چشمگیری پیدا کند. این جاست که نقش و تأثیر بهمن‌بیگی خود را به عنوان وجه افتراق این برنامه‌ها نشان می‌دهد. بهمن‌بیگی از ایل برخاسته بود و با شرایط زندگی و وضعیت فرهنگی آن به صورت دست اولی آشنا بود. سلسله مراتب طبقاتی ایلی را خوب می‌شناخت و موقعیت شخصی اش به او کمک می‌کرد تا بتواند این سلسله مراتب خشک را دور بزند و آموزش را به محروم‌ترین طبقات ایل هم برساند. او به درستی از یاری بخت (شرایط و موقعیت فردی و اجتماعی مناسب) می‌گوید وقتی کار خود را توصیف می‌کند: «دست غیبی، خواست خدا و شانس عشایر عامل اصلی جریانی بود که کار بدیع و دشوار تعلیم و تربیت عشایر موفق گردد. خواست خداوند بود که مردم عشایر به احترام و آسایش برسند. وسیله‌ای می‌خواسته، بخت یاری کرده و مرا انتخاب کرده. کارهای انجام شده از عهدهٔ یک نفر خارج است. موانع بزرگی وجود داشت. مدرسه متحرک لازم بود و اجازه می‌خواست. ساختمان میسر نبود. سایه درخت، سایه دیوار، مدرسه بود. آزمون کردیم…» از این نظر او توانست کاری بی‌سابقه انجام دهد که برای زندگی میلیون‌ها عشایر ایرانی حیاتی بود.
اگر موارد بالا به عنوان نوآوری کلی در نظر گرفته شود، بهمن‌بیگی در جزئیات نیز روش‌های نویی در مدیریت آموزشی و محتوای آن به کار گرفت. او با آشنایی دست اولی که با وضعیت سواد و روابط ایلی و زبان‌های مختلف طوایف گوناگون داشت اقدام به استخدام روش‌های منحصر به فردی در آموزش زبان فارسی به عنوان زبان مشترک کشور و زبان رسمی آموزشی کرد. علاوه بر این در آموزش درس‌های دیگر نیز با توجه به امکانات موجود روش‌هایی نو به کار گرفت. بهمن‌بیگی برای توانمندسازی فرزندان عشایر کارش را از با سواد کردن شروع کرد اما به این مهم بسنده نکرد و بنیادهای مختلفی برای آماده‌سازی عشایر به ورود به عرصه اقتصادی و اجتماعی کشور ایجاد نمود.
محمد باهری در سِمت بازرس آموزشی در گزارش سالانه خود به محمدرضا شاه پهلوی تعلیمات ابتدایی عشایری را در بین تحصیلات ابتدایی شهری،روستایی و سپاه دانش بهترین تعلیمات ابتدایی کشور معرفی می کند.وی کلاس درس عشایری را اینگونه معرفی می کند:
یک چادر ـ بیرق سه رنگ بالایش و یک تختۀ سیاه بزرگ توی چادر و تمام بچه‌ها هم ـ هر کلاسی هم هشت نفر ده نفر پانزده نفر مشغول درس خواندن بودند.
وی در ادامه درباره روش استخدام و تربیت معلم برای عشایر و آشنایی اسدالله علم نخست وزیر وقت با محمد بهمن بیگی می گوید:

وقتی مرحوم علم می‌بیند وضع این کلاس‌ها خیلی تحت تاثیر قرار می گیرد برای این‏که بچه‌ها خط‌شان خیلی خوب ـ نوشتن‌شان خیلی خوب ـ عرض کنم که سواد حساب‌شان و این‌های‌شان خیالی خوب. شعر خیلی خوب می‌خوانند و خیلی حاضر جواب هستند و خیلی پیشرفت کرده‌اند. مرحوم علم خیلی به محمد بهمن‏  بیگی محبت می‌کند و به همکارانش هم همان‌جا اشرفی انعام می‌دهد. و شب هم شام که دایر کرده بودند اتفاقاً فکر می‌کردند که بهمن‏ بیگی سر میز نباید بیاید مرحوم علم صندلی خودش را می‌دهد به بهمن‏ بیگی که بنشیند و بعد مجبور می‌شوند یک صندلی دیگر می‌آورند. این یک قوتی برای بهمن‏ بیگی می‌شود. و بعد هم مرحوم علم که آمد عرض کنم که به تهران ـ بهش می‌گوید چی می‌خواهید؟ اتومبیل خواسته بوده ـ اتومبیل خواستند و بعداعتبار بهش می‌دهند و خلاصه این‌کار از آن‌جا شروع می‌شود رسمیت پیدا می‌کند. ایشان بعد در صدد برمی‌آید که برای این کلاس‌ها یک دانش‏سرا درست کند. معلم تربیت بکند اصلاً این‌کار معلم احتیاج دارد. سیستم انتخاب معلمش و تربیت معلمش خیلی جالب بود. به‌هیچ‌وجه تعلیمات و اطلاعات اضافی را توجه نمی‌کند. کسی باید بلد باشد فارسی درس بدهد ـ حساب درس بدهد و جغرافیا و تاریخ هم در حدود شش متوسطه بداند. غالباً همان بچه‌هایی که فارغ‌التحصیل این‌جا می‌شدند این‌ها را می‌برد به صورت معلم و در دانش‏سرا دو سال بهشان تعلیم اضافی می‌داد ـ یک سال و یا دو سال ـ و بعد این‌هام به‌عنوان معلم تعلیمات عشایری… خرده خرده این‌کار توسعه پیدا کرد. تمام ایل قشقایی را گرفت ـ سایر ایلات جنوب هم گرفت بعد متوجه ایلات غرب کردستان شدند ـ و این آخری‌ها آمده بود به گرگان آن سال آخر و به سمت بلوچستان و شاهسون ـ در آذربایجان شاهسون. تعداد دانشجویانش اخیراً آن سال آخر به حدود صدوده بیست هزار نفر رسیده بود. این تنها مدیرکل وزارت آموزش‏وپرورش بود که حاضر نبود بیاید تهران، میگفت مرکز کار من شیراز است.

### بنیادها

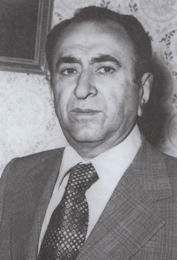

#### دانشسرای عشایری
دانشسرای عشایری، اثرگذارترین نهاد وابسته به تعلیمات عشایر بر سرنوشت جامعهٔ عشایری بوده‌است. وزارت فرهنگ پس از بازدید در سال ۱۳۳۴، شرط کرد که معلمان باید فارغ‌التحصیل تربیت معلم باشند. در سال ۱۳۳۵ افراد غیر عشایری فارغ‌التحصیل دانشسرای مقدماتی و کشاورزی برای تدریس در مدارس عشایری اعزام شدند و این طرح با شکست مواجه شد. آموزگاران دیپلمة شهری قادر به زندگی در میان عشایر نبودند؛ بنابراین راهی جز توسل به دامان معلمان محلی و اکتفاکردن به سواد اندک آنان نبود، اما وزارت فرهنگ سواد آنان را کافی نمی‌دانست. بهمن‌بیگی می‌نویسد: «بی‌شک انتقال نظام فرهنگی شهرهای بزرگ و کوچک بی کم و کاست به مناطق عشایرنشین نمی‌توانست فواید و نتایج سودمندی دربرداشته باشد. اگر آموزش عشایر گرفتار اتحاد شکل می‌شد و می‌خواست کودک عشیره‌ای و طفل شهری را در یک نوع مدرسه و با یک نوع معلم تعلیم دهد و تربیت کند، مواجه با شکست می‌شد.»
در سال ۱۳۳۶ او توانست اجازهٔ تأسیس دانشسرای عشایری را برای تربیت ۶۰ معلم در سال بگیرد. دانش‌آموختگان دوره‌های اول تا ششم، فقط پسر بودند، ولی از دورة ششم به بعد، اقدام به پذیرش دانش‌آموختگان دختر نیز شد. هر سال بر تعداد دانش‌آموختگان اضافه شد و این مجموعهٔ آموزشی در بیست و دو دورة فعالیت خود تا سال ۱۳۵۷ با تربیت ۸۷۶۴ معلم ـ که ۹۴۶ نفر از آنان را دختران و باقی را پسران تشکیل می‌دادند ـ پایة اصلی آموزش و توسعة سواد را در مناطق عشایری بنیان نهاد.

#### راهنمایان تعلیمات عشایر
راهنمایان تعلیماتی از میان معلمان توانایی که دست کم شش سال سابقهٔ آموزشی درخشان داشتند، دست‌چین می‌شدند. چنین افتخاری نصیب هرکس نمی‌شد. انتخاب آن‌ها با طول سنوات خدمت و نوع تصدیق‌ها و مدارک ارتباط نداشت. فقط کسانی به این مقام شاخص و برجسته می‌رسیدند که آتشی پرفروغ در سینه داشتند و می‌توانستند این آتش را در سینهٔ دیگران نیز برافروزند.
این راهنمایان شب و روز نداشتند. تعطیلات عید و عزا و تابستان و زمستان نمی‌شناختند. پیوسته در سفر بودند. دبستان‌ها را می‌دیدند. کودکان را می‌آزمودند. ارزشیابی می‌کردند. خلق و خوی آموزگاران را درمی‌یافتند. به رفتار و رویهٔ آنان پی می‌بردند و گزارش سفرهای خود را به شیراز می‌آوردند و در دانشسرای عشایری در حضور بهمن‌بیگی قرائت می‌کردند.
پس از توفیق‌های چشمگیر این راهنمایان فداکار، آن‌ها موظف شدند که هر یک با ماشینی مجهز و راننده‌ای ماهر، سه هفته از ماه را در حوزه‌های کاری خود به سر برده و هفتهٔ چهارم را به شیراز بیایند، گزارشی بدهند و نفسی تازه کنند.

#### دبستان‌های عشایری
بهمن‌بیگی نخستین مدرسهٔ عشایری را در سال ۱۳۳۰، در سایة چادر میهمانی خودشان، برای بستگان و خویشان نزدیک راه‌اندازی کرد تا به آن‌ها خواندن و نوشتن بیاموزد. سپس همسایگان نزدیک تقاضا کردند و به دنبال آن همسایه‌های دورتر و بدین ترتیب فکر بنای آموزش عشایری بیشتر اوج گرفت.
تقاضا برای مدارس رو به افزایش گذاشت. بهمن‌بیگی از وزیر فرهنگ تقاضای مساعدت کرد اما جوابی دریافت نکرد. در ملاقات و مذاکره با آلن گیگن، رئیس بخش آموزش اصل چهارترومن، وی قول داد که چادر و وسایل کلاس را تهیه کند، به شرطی که بهمن‌بیگی، حقوق معلمان را تأمین نماید. بهمن‌بیگی دست به دامان بزرگان و خوانین عشایر شد و در عین حال آن‌قدر پیگیری و سماجت به خرج داد که از رئیس فرهنگ استان فارس در زمستان ۱۳۳۲ پیامی رسمی دریافت کرد، مبنی بر این که وزیر، برنامهٔ آموزش عشایر را تصویب کرده‌است.
اجرای این مصوبه، با توجه به بحران‌های سال ۱۳۳۲، اجرای این مصوبه به تعویق افتاد.
تا سال ۱۳۴۶، آموزش عشایر در ادارة کل فرهنگ استان فارس، تحت پوشش «دایره‌ای کوچک» به کار خود ادامه داد. از آن پس، آموزش فرزندان عشایر در کهگیلویه و بویراحمد، آذربایجان، کردستان، لرستان، ایلام، چهارمحال بختیاری، خوزستان، کرمان، گرگان و سیستان و بلوچستان تحت پوشش آموزش عشایر قرار گرفت و دامنة کار آن‌قدر گسترده شد که آن «دایرهٔ کوچک» به ادارة کل تبدیل شد. از این پس نظام‌های آموزشی دیگری به‌تدریج برای تعلیم و تربیت فرزندان عشایر کشور شکل گرفت.

#### اردوهای آموزشی
تأثیر اردوهای آموزشی سالانه و فعالیت‌های گروهی بر روحیة دانش‌آموزان و ایجاد بینش‌ها و نگرش‌های جدید در زندگی آن‌ها امری روشن است. آموزش مطالب و رفتارهای جدید، ایجاد نگرش‌های نو و رقابت سالم در میان دانش‌آموزان در خلال برنامه‌های تفریحی این‌گونه اردوهای آموزشی بسیار موفقیت‌آمیزتر انجام می‌شود. چنین برنامه‌هایی برای دانش‌آموزان عشایری که در محیط‌های دورافتاده به سر می‌بردند و از مواهب و برخورداری‌های اجتماعی محروم بودند، بسیار جذاب و مؤثر بود.
اردو، علاوه بر محاسن عمومی خود، در آموزش و پرورش عشایر، معنای وسیع‌تر و فواید گسترده‌تر و پربارتری داشت. اردوهای آموزش و پرورش عشایر که قدمت آن‌ها به سال‌های اوج گرفتن قدرت تعلیمات عشایر برمی‌گشت، بدین شکل برگزار می‌شد که در قلمرو یکی از طوایف و در محیطی جذاب، اردویی برپا می‌شد با همة امکانات و تجهیزات سیار بود. کل دانش‌آموزان مدارس محل اردو و مدارس نمونة بعضی مناطق دیگر که توسط راهنمایان تعلیماتی گزینش شده بودند همراه با معلمان خود و اولیای علاقه‌مند در اردو جمع می‌شدند، در حضور مسئولان اداره، معلمان راهنما، معلمان مدارس، میهمانانی که از مسئولان ادارات مختلف دعوت شده بودند، دانش‌آموزان و اولیاء آن‌ها که در اردو حضور داشتند، در چادر اجتماعات از تمام دروس و در تمام پایه‌ها به صورت شفاهی یا در پای تابلوهای نصب شده در جلوی چادر، ارزشیابی به عمل می‌آمد. هرکس تلاش می‌کرد در این موقعیتی که به دست آمده، بیشترین هنر خود را بروز دهد، در ریاضی، فارسی، دینی، مسائل هنری و پرورشی و … و هرگونه نوآوری.
در واقع اردو باعث ایجاد رقابتی سالم در میان دانش‌آموزان و معلم‌های آن‌ها می‌شد.
بر اساس تحقیقی که نتایج آن در «توانایی‌ها و ناتوانایی‌های آموزش و پرورش عشایر» (نوشتة سلطانعلی کاظمی) آمده، ۷/۹۴ درصد از پاسخ‌دهندگان، تشکیل اردوهای آموزشی را از عوامل اصلی موفقیت اداره کل آموزش و پرورش عشایر ایران دانسته‌اند.

#### دبیرستان عشایری
پس از راه‌اندازی مدارس سیار و به دنبال توسعهٔ مدارس عشایری، بر تعداد فارغ‌التحصیلان مقطع ابتدایی مرتباً افزوده می‌شد. زندگی کوچندگی، که گاه بالغ بر چند صد کیلومتر را دو بار در سال می‌بایست پیموده می‌شد، نبود امکانات مناسب در قلمرو عشایر، نبود دبیرستان حتی در بسیاری از شهرهای کوچک واقع در مسیر تردد عشایر، نیاز خانوارهای ایلی به کار فرزندان خود، فقر مالی و فرهنگ حاکم بر جامعة عشایری، که ترک خانواده توسط فرزند، به‌ویژه فرزند دختر برای تحصیل را در سنین نوجوانی نمی‌پذیرفتند، امکان ادامه تحصیل اکثر دانش‌آموزان را در مقاطع بالاتر، ناممکن می‌کرد.
بهمن‌بیگی در ابتدا ۷ دانش‌آموز از طوایف مختلف را به منزل آورد و آنان را به دبیرستان فرستاد. آن‌ها پیشرفت خارق‌العاده‌ای داشتند و او را به این فکر واداشتند که چگونه می‌تواند برای همة فرزندان بااستعداد امکان ادامه تحصیل را فراهم آورد. اولین گروه، ۴۰ دانش‌آموز با استعداد و کم‌بضاعت از طوایف مختلف بودند که در ۱۳۴۶ پس از برگزاری آزمون و مصاحبه، با نظارت و حضور مستقیم خود او از بین داوطلبان، گزینش و مشغول به تحصیل شدند و در سال‌های بعد به تعداد آن‌ها اضافه شد و دامنة کار گسترش یافت. دبیرستان شبانه‌روزی عشایری شیراز چنان رشد کرد و شهرهٔ شهر شد که در تمام عرصه‌های آموزشی، ورزشی و هنری بی‌رقیب بود و با مراکز آموزشی مجهز و بنامی مانند دبیرستان البرز در تهران و دبیرستان دانشگاه شیراز برابری می‌کرد.
این دبیرستان، در دوره اول از شرایط مالی و امکانات مناسبی برخوردار نبود. دانش‌آموزان به دو گروه بیست نفری تقسیم شده بودند و هزینه‌های یک گروه را بانک کشاورزی و هزینة گروه دیگر را سازمان برنامه و بودجة استان تأمین می‌کرد.
دبیرستان با گزینش منظم دانش آموزان، مدیریت منضبط، کادر آموزشی مجرب، نظم و انضباط بی‌نظیر، برنامه‌های فرهنگی تفریحی فوق‌العاده و برنامهٔ آموزشی متنوع و متفاوت با برخورداری از امکانات منحصر به فرد و … دورهٔ آموزش‌های عملی و کسب مهارت نسبی در ماشین نویسی، نجاری، مکانیکی، عکاسی و فیلم‌برداری، نقاشی و خطاطی، الکترونیک و … با بهترین آزمایشگاه زبان انگلیسی و آزمایشگاه‌های مجهز فیزیک و شیمی و زیست‌شناسی بی‌رقیب بود.
دانش‌آموزان دبیرستان عشایری، بدون استثنا، دبیرستان را با موفقیت و نمرات بالا پشت سر می‌گذاشتند. طی شش دوره، فارغ‌التحصیلان قبل از انقلاب، همگی بدون هیچ مشکلی، دیپلم خود را اخذ کرده و اکثریت مطلق در همان مرحلهٔ اول در دانشگاه‌های کشور پذیرفته شدند. درصد قبولی دانش آموزان دبیرستان در دانشگاه‌ها در شش دوره به ترتیب: ۹۴، ۹۰/۶، ۹۶، ۱۰۰، ۹۸ و ۸۸/۶ بود.
بعد از انقلاب و در دوران جنگ تحمیلی نیز این دبیرستان پیشتاز بود. فرزندان شجاع و رشید عشایر، که در تحصیل سرآمد بودند، در دفاع از میهن نیز گوی سبقت را ربودند و با حضور پرشور و بی‌باکانه در میدان مبارزه از کیان مملکت و تمامیت ارضی ایران جانانه دفاع کردند و بیش از صد شهید و آزاده تقدیم کردند. بدون تردید دبیرستان عشایری، فراز متفاوتی از سایر ساختارها و حلقه مکمل تعلیمات عشایر بود.

#### مرکز آموزش حرفه‌ای دختران
سال ۱۳۴۹ سالی سیاه بود و خشک‌سالی در جنوب کشور رمق دامداران را گرفت که به دلیل مشکلات پیش آمده برای خانوارهای عشایری، این ماجرا نقطة آغازین تشکیل مرکز آموزش حرفه‌ای دختران در شیراز شد. آموزش دختران و زنان عشایر برای زنده نگه داشتن هنر صنایع‌دستی، حفظ هنرهای اصیل، بهبود کیفیت تولید و کمک به اقتصاد خانواده از هدف‌های اصلی این مرکز بود. استادکاران از میان زنان مسن ایل که در فنون مختلف صنایع دستی مهارت داشتند، انتخاب می‌شدند و به هنرجویان ریسندگی پشم، رنگ‌آمیزی طبیعی و گیاهی، قالی‌بافی، جاجیم‌بافی، گلیم‌بافی، چنته‌بافی و سایر صنایع دستی عشایر را می‌آموختند. هنرجویان این مرکز از طوایفی که قالی‌بافی در آن‌ها رواج داشت انتخاب می‌شدند و پس از گذراندن دوازده ماه آموزش و دریافت سرمایة اولیه و وسایل کارگاهی به خانوادة خود بازمی‌گشتند و به تولید صنایع دستی و آموزش دیگران می‌پرداختند. تا سال ۱۳۵۷ تعداد ۵۱۰ هنرجو دورهٔ کار آموزی را در این مرکز به پایان رساندند. این مرکز در سال ۱۳۶۱در اختیار ادارهٔ کل آموزش و پرورش استان فارس قرار گرفت.
محمد بهمن‌بیگی در خاطرات آموزشی خود لزوم بنا نهادن این بنیاد و چشم‌انداز خود از آیندهٔ آن می‌نویسد: «بانوی بافنده و صورتگر قشقایی، با آن‌همه تنگدستی و آوارگی رنگ‌های شاد، نقش‌های شوخ و طرح‌های پرطراوت را دوست می‌دارد. زن قشقایی عاشق بهار و گل‌های بهار است … زن هنرمند قشقایی تصاویر و نقوش این گل‌ها، بوته‌ها و درخت‌ها را به خاطر می‌سپارد و همه را در کنار هم بر فرش‌های پشمین و رنگین خود ترسیم می‌کند و به تماشا می‌گذارد … من پس از تأسیس آموزش عشایری وظیفه داشتم که برای حفظ و صیانت این هنر از آسیب‌های احتمالی گامی بردارم … من به این فکر افتادم که با ایجاد هنرستان قالی‌بافی عشایری پاسخی به این هجوم‌ها و تاخت و تازها بدهم … انگیزهٔ دیگری نیز در کارم بود. هنر قالی‌بافی و گلیم‌بافی در همهٔ تیره‌ها و طوایف رواج نداشت. جماعات و بنکوهای بسیاری بودند که در امر بافندگی تسلط و مهارتی نداشتند. تجربهٔ سالیان دراز به ما نشان می‌داد که در تیره‌ها و طوایف بافندگان، زن‌ها سهم قابل ملاحظه‌ای در عایدات خانواده داشتند و از احترام بیشتری برخوردار بودند یا از بی‌احترامی کمتری رنج می‌بردند. در این قبیل طوایف تعدد زوجات کمتر و شیربهای دختران بالاتر بود … با تکیه به این انگیزه‌ها و تجارب، گردانندگان آموزش عشایر به ایجاد هنرستان قالی‌بافی توفیق یافتند و این هنرستان را در کنار دانشسرای عشایری، دبیرستان عشایری، هنرستان حرفه‌ای پسران عشایری به وجود آوردند … این هنرستان شبانه‌روزی تعداد پنجاه تا هشتاد هنرآموز را سالیانه می‌پذیرفت و به فنون رنگرزی گیاهی و بافندگی قالی و گلیم و صنایع دستی دیگر آشنا می‌ساخت … هنرجویان این هنرستان در مدت دوازده ماه، فرش‌بافان و رنگرزان ماهری می‌شدند، به ایل و تبار خود بازمی‌گشتند و با کمک مختصری از دستگاه ما، کارگاه‌های شخصی و خصوصی خود را به راه می‌انداختند.» (کتاب به اجاقت قسم، آموزش عشایر و زنان)

#### مرکز آموزش حرفه‌ای پسران
این مرکز در سال ۱۳۵۱ به صورت شبانه‌روزی در آب‌باریک شیراز تشکیل شد و سالانه حدود ۱۰۰ نفر از دانش‌آموزان عشایری را، که دورة ابتدایی را تمام کرده بودند، می‌پذیرفت. گرایش تدریجی عشایر به یکجانشینی و توسعة روستاهای عشایری و تغییر شیوهٔ معیشت آنان مستلزم کسب مهارت در مشاغلی بود که بتوانند هم منشأ درآمد باشند و هم خدمات ارائه دهند. هدف اصلی، آموزش عملی در کارگاه‌های مجهز بود تا در رشته‌های بنایی، نجاری، تراش فلزات، برق، اتومکانیک، فلزکاری، جوشکاری، لوله‌کشی و امثال آن، نیروی ماهر تربیت کنند تا برای امرار معاش از توانایی لازم برخوردار باشند. مدت آموزش در این مرکز ۲ سال پیش‌بینی شده بود که بعدها به یک سال تقلیل یافت. تا سال ۱۳۵۷ بیش از ۵۰۰ نفر کارگر ماهر و ورزیده از این مرکز فارغ‌التحصیل شدند و به فعالیت‌های فنی پرداختند یا به مناطق ایلی رفتند. مربیان این مرکز مدرک‌دار و داعیه‌دار نبودند، ولی از میان ورزیده‌ترین پیشه‌وران شهر دست‌چین می‌شدند تا دانش‌آموزان را به صورت عملی آموزش دهند. ویژگی مهم این مرکز آن بود که از دانش‌آموزان نه مدرک تحصیلی خواسته می‌شد و نه برای آن‌ها مدرک فارغ‌التحصیلی صادر می‌گردید.

#### هنرستان صنعتی
این مرکز نیز با همان هدف مرکز آموزش حرفه‌ای پسران، ولی در مقطع تحصیلی بالاتر در سال ۱۳۵۳ در آب‌باریک شیراز تأسیس شد و هر سال تعدادی از فرزندان عشایر را برای تحصیل در رشته‌های صنعتی مانند: ساختمان، تراشکاری، برق و دیگر رشته‌ها جذب می‌کرد. برای ورود به این هنرستان داشتن مدرک تحصیلی پایان دورهٔ راهنمایی لازم بود.

#### مدارس راهنمایی عشایری
نظام آموزشی کشور که شامل شش سال ابتدایی و شش سال دورهٔ دبیرستان بود، در سال تحصیلی ۵۰–۴۹ با تغییراتی مواجه شد و به سه دورة ابتدایی، راهنمایی و دبیرستان تبدیل شد. با توجه به افزایش تعداد مدارس عشایری و دانش آموزان و ظرفیت محدود دبیرستان عشایری، امکان ادامه تحصیل همه فارغ التحصیلان دوره ابتدایی مقدور نبود. اما بهمن‌بیگی آرام ننشست و دست به کار شد. اولین مدارس راهنمایی عشایری در سال ۱۳۵۲ در جایدشت فیروزآباد، در مسیر حرکت ایل قشقایی، و نیز در منطقه کلاه‌سیاه دشمن‌زیاری افتتاح شد و در سال‌های بعد به تعداد آن‌ها اضافه شد. مکان برپایی این مدارس عمدتاً در مراکز تجمع و اسکان خانوارهای مختلف عشایری بود. تعداد این مدارس در سال تحصیلی ۵۵–۵۴ هشت مدرسه، در سال ۵۶–۵۵، دوازده مدرسه و در سال ۵۷–۵۶ به هفده مدرسه رسید که در این سال ۲۲۴۴ دانش‌آموز راهنمایی (۲۶۱ دختر و ۱۹۸۳ پسر) را آموزش می‌داد که کمتر از دو درصد از دانش‌آموزان ابتدایی را شامل می‌شد. کادر آموزشی این مدارس از بین معلمان دیپلمهٔ عشایری و دیپلمه‌های دیگر عشایری انتخاب می‌شدند.

#### دانشسرای راهنمایی تحصیلی
تقاضای مردم برای توسعة مدارس راهنمایی در میان طوایف مختلف، بیش از تعداد آموزگاران بود و دبیران فوق دیپلم هم برای کار درمناطق روستایی و عشایری تمایلی نداشتند. فکر استفاده از فرزندان باسواد ایل بار دگر گره‌گشا شد. برای تأمین کادر آموزشی مدارس راهنمایی در دانشسرای راهنمایی شیراز، برای داوطلبان عشایر سهمیه‌ای اختصاص یافت که بخشی از آن مختص آموزگاران عشایری بود که در طول خدمت موفق به اخذ مدرک دیپلم می‌شدند و بخش دیگر به دیپلمه‌های آزاد مناطق عشایری اختصاص می‌یافت. این رویه، جوابگوی نیاز مدارس راهنمایی عشایری نبود و لذا در سال ۵۷–۵۶ دانشسرای راهنمایی ویژة فرزندان عشایر با ضوابط و شرایطی خاص در شیراز افتتاح شد و کار خود را با ۵۳ دانش‌آموز شروع کرد. در سال بعد تعداد دانش‌آموزان به ۸۰ نفر رسید و در سال ۵۹–۵۸ دورهٔ آن دوساله شد و تعداد دانشجویان دانشسرا به ۱۰۰ نفر و سال بعد به ۱۳۵نفر رسید که از طریق کنکور انتخاب می‌شدند و در پنج رشتهٔ تخصصی مورد نیاز مدارس راهنمایی تحصیل می‌کردند.

#### مؤسسهٔ تربیت مامای عشایری
این مؤسسه با همکاری ادارة کل آموزش عشایر و وزارت بهداشت در سال ۱۳۵۲، در شیراز دایر شد تا در زمینهٔ اصول بهداشت و فنون اولیه مامایی و تزریقات و پانسمان به دانش‌آموزان دختر ایلی آموزش دهد. دختران آموزش دیده با بازگشت به ایل، علاوه بر کمک به زنان باردار عشایری، در زمینهٔ بهبود وضع بهداشت ایل نیز فعالیت می‌کردند. کلاس‌های مؤسسه در محل بهداری تشکیل می‌شد و خوابگاه دختران محصل نیز همان خوابگاه دانشسرای دختران عشایری بود. آموزش عشایر، دختران باسواد ایل را شناسایی نموده و به بهداری معرفی می‌کرد تا در آنجا آموزش ببینند.
بهمن‌بیگی در کتاب «به اجاقت قسم» به انگیزه و اهداف خود در بنیان نهادن این مؤسسه و مراحل تشکیل آن اشاره می‌کند:
«بزرگ‌ترین شکنجه‌ای که زندگی را بر زنان ایل دردناک کرده بود شکنجهٔ زایمان بود… آموزش عشایر بخصوص در دوران شکوفایی خود که بسیاری از دختران ایل را باسواد کرده و عده‌ای از آنان را به آموزگاری رسانده بود نمی‌توانست در امر بهداشت زنان و مبارزه با دشمن بی‌رحم آنان خاموش بماند… به ادارهٔ بهداری فارس رفتم و زبان به شکایت و اعتراض گشودم. فریادهایم بی‌اثر نماند. قرار بر این شد که من عده‌ای از زنان ایلی را که در امر زایمان تجاربی داشتند و با داروهای سنتی زائوها را کمک می‌کردند به شهر بیاورم تا در یک کلاس کوتاه‌مدت شرکت کنند و با اصول بهداشتی مختصری آشنایی یابند… این قدم کوچک مقدمه‌ای بود برای تحقق یکی از آرزوهایم. آرزویم تربیت مامای عشایری از میان دختران باسواد مدارس ایلی بود… امتحان ورودی، انتخاب دختران، هزینهٔ نگهداری و اقامتشان در شهر با آموزش عشایر بود و تعلیم و تربیت و کارآموزی آنان با سازمان بهداری فارس و به این ترتیب بود که برای نخستین بار در تاریخ حیات عشایر، عده‌ای از کودکان آنان با کمک قابله و ماما چشم به دیدار دنیا گشودند.» (به اجاقت قسم، بخش آموزش عشایر و زنان)

#### فروشگاه‌های سیار عشایری
دوری خانوارهای عشایری از مراکز خرید و خدمات برای تأمین نیازمندی‌های روزمره یا عرضهٔ محصولات و فراورده‌های تولیدی و صنایع دستی خود به بازار مصرف، باعث حضور پیله‌وران و دلالان شهری و روستایی می‌شد که محصولات عشایر را به نیم‌بها می‌خریدند و نیازمندی‌های آنان را به چند برابر قیمت عرضه می‌کردند. ادارة کل آموزش عشایر، با همکاری استانداری و سازمان برنامه استان فارس، تا بهار سال ۱۳۵۶ تعداد ۱۵ واحد فروشگاه سیار عشایری برای عشایر مختلف فارس دایر کرد. این فروشگاه‌ها موظف بودند که لوازم و مایحتاج مردم عشایر را به قیمت بازارهای شهر در اختیار آنان قرار دهند.

#### کتابخانه و واحدهای سینمای سیار
ادارة کل آموزش عشایر، با همکاری کانون پرورش فکری کودکان و نوجوانان و سازمان جهانی یونیسف، اقدام به راه‌اندازی ۷ دستگاه کتابخانة سیار کرد. کتابداران سیار عشایری، برای ارتقای سواد و اطلاعات عمومی دانش‌آموزان عشایری، موظف بودند کتاب‌ها و نشریات لازم را بین آنان توزیع کنند. واحدهای سینمای سیار نیز اقدام به نمایش فیلم در میان مردم و مدارس عشایری می‌کردند.

#### استادیوم ورزشی عشایری
استادیوم ورزشی در سال ۱۳۵۱ و در ۱۳ هکتار از اراضی واگذار شده منابع طبیعی در منطقهٔ آب باریک شیراز، با اعتبار دریافتی از سازمان برنامه و بودجه احداث شد. در این استادیوم امکانات مناسبی برای ورزش‌های بسکتبال، هندبال، والیبال وجود داشت. این استادیوم دارای زمین چمن فوتبال، میدان سوارکاری، پیست دو و میدانی، استخر شنا، پرش و … بود.
موفقیت‌های دانش آموزان عشایری در میدان‌ها مختلف ورزشی و علاقه‌مندی زیاد بهمن‌بیگی به رشد و توفیق آنان از عوامل اصلی ایجاد استادیوم ورزشی بود. دانش‌آموزان دبیرستان عشایری و دانشجویان دانشسرای عشایری از امکانات استادیوم ورزشی عشایری بهره می‌بردند.

#### مرکز تربیت روستاپزشک و دامپزشک
در سال ۱۳۵۴ رشته‌های جدیدی، مانند تربیت روستاپزشک و دامپزشک، برای تحصیل‌کردگان عشایر ایجاد شد که با همکاری سازمان شاهنشاهی خدمات اجتماعی و دانشگاه شیراز شکل گرفت. دارندگان مدرک راهنمایی برای روستاپزشکی، به مدت چهار سال، دوره‌های تخصصی را می‌گذراندند و بسیاری از اطلاعات لازم را برای تشخیص و مداوای بیماری‌های متداول فرامی‌گرفتند. این مرکز ابتدا در مرودشت فارس تشکیل شد و سپس به کوار منتقل شد. تا سال ۱۳۵۷ تعداد ۹۰ نوجوان عشایری در رشتة روستاپزشکی و ۳۰ نفر در رشتة دامپزشکی فارغ‌التحصیل شدند.
مؤسسه تربیت مامای عشایری، روستاپزشکی، دامپزشکی، دانشسرای راهنمایی عشایری، آموزشگاه حرفه ای، واحدهای سینمای سیار، کتابخانه‌های سیار و … پس از ادغام ادارهٔ کل آموزش عشایر در سال ۱۳۶۱ برای همیشه تعطیل شدند.

## جایزه‌ها
در دهه‌های ۱۹۶۰ و ۱۹۷۰، یک جایزه به نام جایزه «کروپس کایا» به افتخار نام سیاستمدار روس از سوی دولت اتحاد جماهیر شوروی (تا سال ۱۹۹۲) و یک جایزه نیز به نام جایزه «محمدرضا پهلوی» از سوی دولت ایران (تا سال ۱۹۷۷) با همکاری یونسکو به فعالین عرصه سوادآموزی داده می‌شد. از افراد فعال در بخش آموزش که از سوی دولت ایران برای دریافت جایزه «کروپس کایا» معرفی شدند می‌توان به امیر بیرجندی (در سال ۱۹۷۰) و بهمن‌بیگی (۱۹۷۴ معادل ۱۳۵۳ شمسی) اشاره نمود. هیچ‌یک از این دو نفر، برنده جایزه فوق نشدند اما نشان افتخار کروپس کایا برای تقدیر از تلاش در راه سوادآموزی به بهمن‌بیگی اعطا گردید.

## نوشته‌ها

جلد کتاب بخارای من ایل من

دوران بازنشستگی محمد بهمن‌بیگی بیشتر به ثبت تجربه‌ها و خاطره‌ها و نظریه‌های او در زندگی و کار با عشایر و آموزش و پرورش گذشت، که حاصل آن چند کتاب در قالب داستان است.

## کتاب‌های بهمن‌بیگی از نگاه دیگران
ایرج افشار می‌نویسد: «در نوشته بهمن‌بیگی سه خصوصیت ناب وجود دارد یکی آن که گاهی رمانتیک است اما مهوع نیست… دیگر آن که طبیعت‌شناس است و به خوبی توانسته با کلمات ساده و بی‌پیرایه مرغزارها، لاله زارها، گوسفند سراها و آوای پرندگان را به خواننده بشناساند که چه حالتی و صورتی داشته‌اند… سومین خصوصیت بهمن‌بیگی در قدرت بیان مفاهیمی است که در ذهن دارد و می‌تواند آنچه را می‌داند و دیده‌است به روشنی و پاکیزگی به صورت کلمات بی جان عرضه کند. نوشته‌های بهمن‌بیگی شاهنامه منثور ایل قشقایی و بویراحمدی و ممسنی و کهگیلویه است…»
شمس آل احمد نیز در نامه‌ای به تاریخ سوم فروردین ۱۳۶۹ خطاب به بهمن‌بیگی از کتاب بخارای من ایل من تجلیل می‌کند: «این ویژگی‌های کتابت برایم غبطه‌انگیز بود: یک نثر شفاف و بلورینت، با ان جملات کوتاه، آن تعبیرات بکر، آن جناس‌های لفظی و آوایی اوصاف… و دوم عشقت به ایل. به همه چیزش. ایل برای تو وطن است. هیناً لک. آل هم برای من…»
مهردخت برومند، استاد دانشگاه در سال ۱۳۷۵ یادداشتی در مجله کلک منتشر کرد و در آن دو کتاب بخارای من، ایل من و اگر قره‌قاچ نبود را بررسی کرد. او در این یادداشت راوی اول شخص است و تجربه خود را از تهیه و خواندن این دو اثر با خواننده در میان می‌گذارد. در فرازی از یادداشت خود با نقل عبارتی از کتاب اگر قره‌قاج نبود می‌نویسد: «آیا هیچ نقاش چیره‌دست و هنرمندی می‌تواند آسمان شیراز، شهر آشنای ادب و زادگاه شاعر آسمانی ما، حافظ را زیباتر از بهمن‌بیگی ترسیم کند؟» او در پایان مقاله خود نتیجه می‌گیرد: «نوشته‌های بهمن‌بیگی علاوه بر زیبایی ظاهری، پرمحتوا و پربار است. این دو کتاب به ظاهر کوچک و کم حجم را می‌توانیم به منزله فرهنگی جامع و کامل از زندگی ایل و عشیره‌ای ایران به حساب آوریم، زیرا اطلاعاتی که دربارهٔ ایل و ایل‌نشینی به ما می‌دهد بس گرانبها و ارزشمند است.»
بزرگ علوی، داستان‌نویس مشهور ایرانی در نامه‌ای خطاب به بهمن‌بیگی، کتاب بخارای من ایل من او را اینچنین توصیف می‌کند: دوست عزیز جناب آقای بهمن‌بیگی، بخارای من ایل من را با کمال ذوق و شوق خواندم و از آن لذت بردم، از خواندن «آل» اشک از چشمم سرازیر شد. به طبع وقاد شما و دید تیز شما آفرین گفتم و از لطف شما صمیمانه تشکر می‌کنم. هم ادبی بود و هم فرهنگ عوام (فولکلور). خدا شما را از ما نگیرد. از این کارها باز هم بکنید تا ادبیات جدید ایران غنی ترشود. قربان شما- بزرگ علوی، فرانکفورت ۷/۱۲/۱۳۷۱
سیمین دانشور ضمن نگارش نامه‌ای به بهمن‌بیگی، بیان می‌دارد: دوست سالیان درازم، محمد بهمن‌بیگی عزیزم، شاهکارت، بخارای من ایل من، تحفه نوروزی من به دوستانم بود و اینک کتاب‌های اخیرت که به وسیله آقای نوید فرستاده بودی. از همه چیزمتشکرم. از اینکه وجود داری، ازاینکه این همه کوشا بوده‌ای. کلاس‌های سیار عشایری‌ات یادم نمی‌رود. می‌دانی که پدر من پزشک ایل قشقایی بود و من با فرخ‌بی‌بی دوست بودم. با تحسین و ارادت/ سیمین دانشور
نامه عبدالحسین زرین کوب: دست عزیزت مریزاد. خاطرت شاد و خوش باد! آقای بهمن‌بیگی بسیار گرامی، اگر قره‌قاج نبود، من و بسیاری دیگر از لذت خواندن این خاطرات دلکش و شیرین محروم می‌ماندیم. خوب شد که این قره قاج پربرکت فیضی هم به قلمرو نثر فارسی رساند. کیف کردم، نشئه شدم و راست راستی لذت بردم. هرگز فکر نمی‌کردم در معیشت شاد و آزاد شبانکارگی این همه رنج و بلا با این همه لطف وصفا همراه است. بارها در کوچ ایل با شما همراه شدم و بارها در آن مدارس عشایری نکته‌ها آموختم. اگر قره‌قاج نبود یک همچو تصویر زیبا و ماندنی از زندگی عشایر فارس باقی نمی‌ماند. باید از قره‌قاج ممنون بود که یک چنین نویسنده هوشمند افسون کاری را به ایران برگردانده. اگر قره‌قاج نبود جای چه چیزهای خوبی که خالی بود. سال نو بر بهمن‌بیگی عزیز و بر عزیزان مبارک باد. خوب شد که قره‌قاج بود، راستی خوب شد که قره‌قاج بود! با سلام و درود / عبدالحسین زرین کوب تهران ۱۰ فروردین ۱۳۷۵
مینو مشیری می‌نویسد: … یک دوجین کتاب مقابلش روی میز می‌گذارند. یکی را امضا کرده و به من التفات می‌کند. عنوانش بسیار زیبا است: به اجاقت قسم. همان شب کتاب را از اول تا آخر یک‌نفس می‌خوانم. خاطرات آموزشی اش را با همان نثر طنازش مکتوب کرده‌است: «با آن که عشایری بودم به جای تفنگ و فشنگ، قلم و کتاب را انتخاب کردم. معلم شدم و آموزش عشایری را به راه انداختم». و از فراز و نشیب‌های راه رفته اش، از بیم و هراس‌هایش، از شادی و غم‌هایش، از توان‌ها و ناتوانی‌هایش، از یاران و حسودان، از تنهایی و بی کسی و امیدها و مقررات دست و پاگیر، صریح و بی پرده می‌نویسد و خواننده را مسحور می‌کند…
کریم کشاورز در مجلهٔ پیام نوین یادداشتی دربارهٔ کتاب عرف و عادت در عشایر فارس می‌نویسد: این کتاب نود صفحه‌ای خوانندهٔ شهری را وارد یک جهان تازه می‌سازد. با عادات و اخلاق و رسومی که فقط در اقوام و قبایل باستانی سراغ می‌رفت آشنا می‌کند. اطلاعاتی را که برعهدهٔ معدودی خاصان و دانشمندان معلوم بود در دسترس خواننده می‌گذارد… در هر حال باید تکرار کنیم که آقای بهمن‌بیگی با انتشار این کتاب خدمت بزرگی از لحاظ شناساندن هموطنان چادرنشین جنوبی ما کرده‌اند…
مهدی پرهام در آبان ۱۳۶۹ در ماهنامه ادبی آینده دربارهٔ کتاب بخارای من، ایل من چنین می‌نویسد: «… کتاب او یکسره مربوط به ایل و سنت‌های آن است که در حد دقت و ظرافت توصیف شده و محدودهٔ آن را خوب می‌توان دید، به جهان و سیاست جهان و آنچه بیرون از این محدوده می‌گذرد خود را فارغ نشان می‌دهد، میل ندارد داخل و خارج را به یکدیگر مرتبط کند. ترجیح می‌دهد که انتزاعی بیندیشد. به نظرم تنها کتابی است که این چنین به تفصیل، آداب و رسوم و هنر و فرهنگ مردمی صحرانشین را با ظرافت و دلنشینی شرح داده باشد…»

## درگذشت و مراسم تشییع جنازه

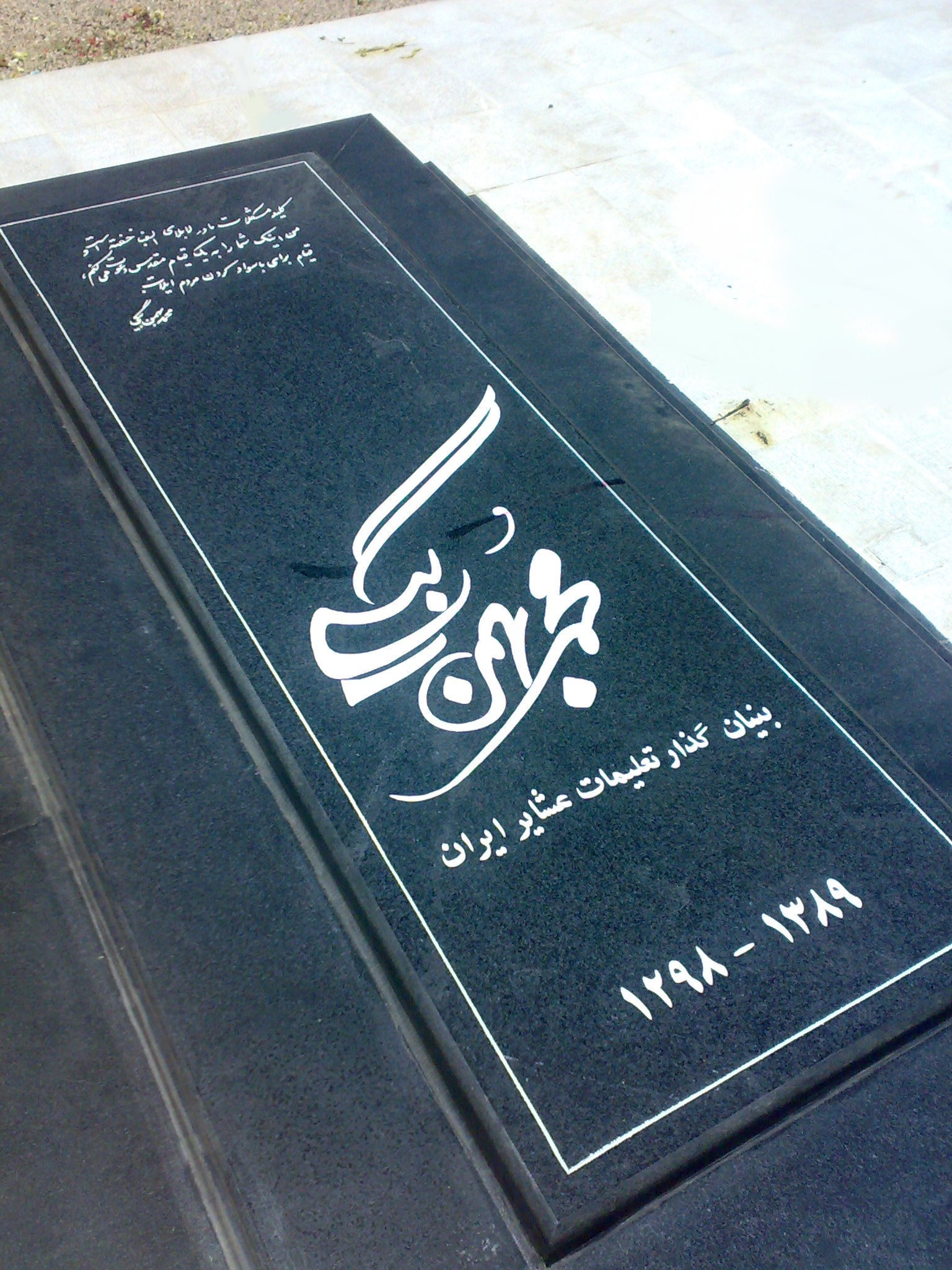
سنگ قبر محمد بهمن‌بیگی

محمد بهمن‌بیگی در روز ۱۱ اردیبهشت ماه ۱۳۸۹ در شهر شیراز چشم از جهان فروبست. پیکر وی صبح روز ۱۶ اردیبهشت با حضور بیش از ۱۰۰ هزار نفر از دوستداران وی در شیراز در قبرستان کُشن شهرک والفجر شیراز به خاک سپرده شد.
شرکت کنندگان در این مراسم با شعارهای “گچ سفید فشنگم، تخته سیاه تفنگم – عزا عزاست امروز، جامعهٔ عشایر صاحب عزاست امروز- سلام بر عشایر، درود بر بهمن‌بیگی- عشایر با غیرت، تسلیت تسلیت – معلم فداکار، روحت شاد روحت شاد “؛ پیکر او را بدرقه کردند. روزنامه‌های شیراز از خانواده بهمن‌بیگی و ایلات ایران و عشایر ایران، آگهی‌هایی دربارهٔ مراسم خاکسپاری او دریافت کرده بودند اما با دستور تلفنی مقامات امنیتی، این روزنامه‌ها از چاپ آگهی‌ها منع شدند.

## نکوداشت‌ها
در تاریخ دهم خرداد ۸۹ مراسمی در تالار وحدت برگزار شد. همچنین، یادمان‌های دیگری برای بهمن‌بیگی در شهرهای نورآباد ممسنی، شیراز، یاسوج و چند شهر دیگر برگزار شد. در تیر ۹۲ بزرگداشتی بزرگ با حضور ۶ هزار نفر از دوستداران ایشان در سمیرم برگزار شد.
مجلهٔ فراسوی نورآباد ممسنی یک ویژه‌نامه اختصاصی برای محمد بهمن‌بیگی چاپ کرد. این ویژه‌نامه حاوی مقالاتی از دوستان، شاگردان، همکاران و دوستداران محمد بهمن‌بیگی بود. در سال ۱۳۹۳ کتابخانه بزرگ و تازه ساخته شده دانشگاه یاسوج به پاس خدمات او به نام کتابخانه محمد بهمن‌بیگی نامگذاری شد.
در اردیبهشت ماه سال ۱۳۹۶ کتابخانه عمومی در شهر شیراز واقع در خیابان زرهی (پاسداران) به نام استاد محمد بهمن‌بیگی نامگذاری شد.

### نامگذاری خیابان
خیابان شصت و چهارم سید جمال الدین اسدآبادی (یوسف آباد) در منطقه ۶ تهران به نام محمد بهمن بیگی بنیانگذار آموزش عشایر در ایران نامگذاری و سردیس وی در ابتدای این خیابان رونمایی شد.
پل غیرهمسطح در منطقه ۴ شیراز بلوار امیرکبیر، به نام استاد محمد بهمن بیگی نام گذاری شده‌است.